# Konkurs Piosenki Eurowizji 2015
60. Konkurs Piosenki Eurowizji został rozegrany 19, 21 i 23 maja 2015 w Hali Miejskiej w Wiedniu przez austriackiego nadawcę publicznego Österreichischer Rundfunk (ORF), dzięki wygranej Conchity Wurst, austriackiego reprezentanta podczas konkursu w 2014. Był to drugi konkurs organizowany przez Austrię.
Koncert finałowy, który prowadziły Alice Tumler, Arabella Kiesbauer i Mirjam Weichselbraun, wygrał Måns Zelmerlöw, reprezentant Szwecji z utworem „Heroes”, za który zdobył łącznie 365 punktów.

## Lokalizacja

### Miejsce organizacji konkursu
Dzięki wygranej austriackiej drag queen Conchity Wurst w finale konkursu w 2014 telewizja Österreichischer Rundfunk (ORF) otrzymała prawa do organizacji kolejnego konkursu. 8 sierpnia 2014 stacja w porozumieniu z Europejską Unią Nadawców (EBU) ogłosiła, że miastem-gospodarzem 60. Konkursu Piosenki Eurowizji będzie Wiedeń. Potwierdzono też, że wszystkie trzy koncerty odbędą się w Hali Miejskiej (Stadthalle).

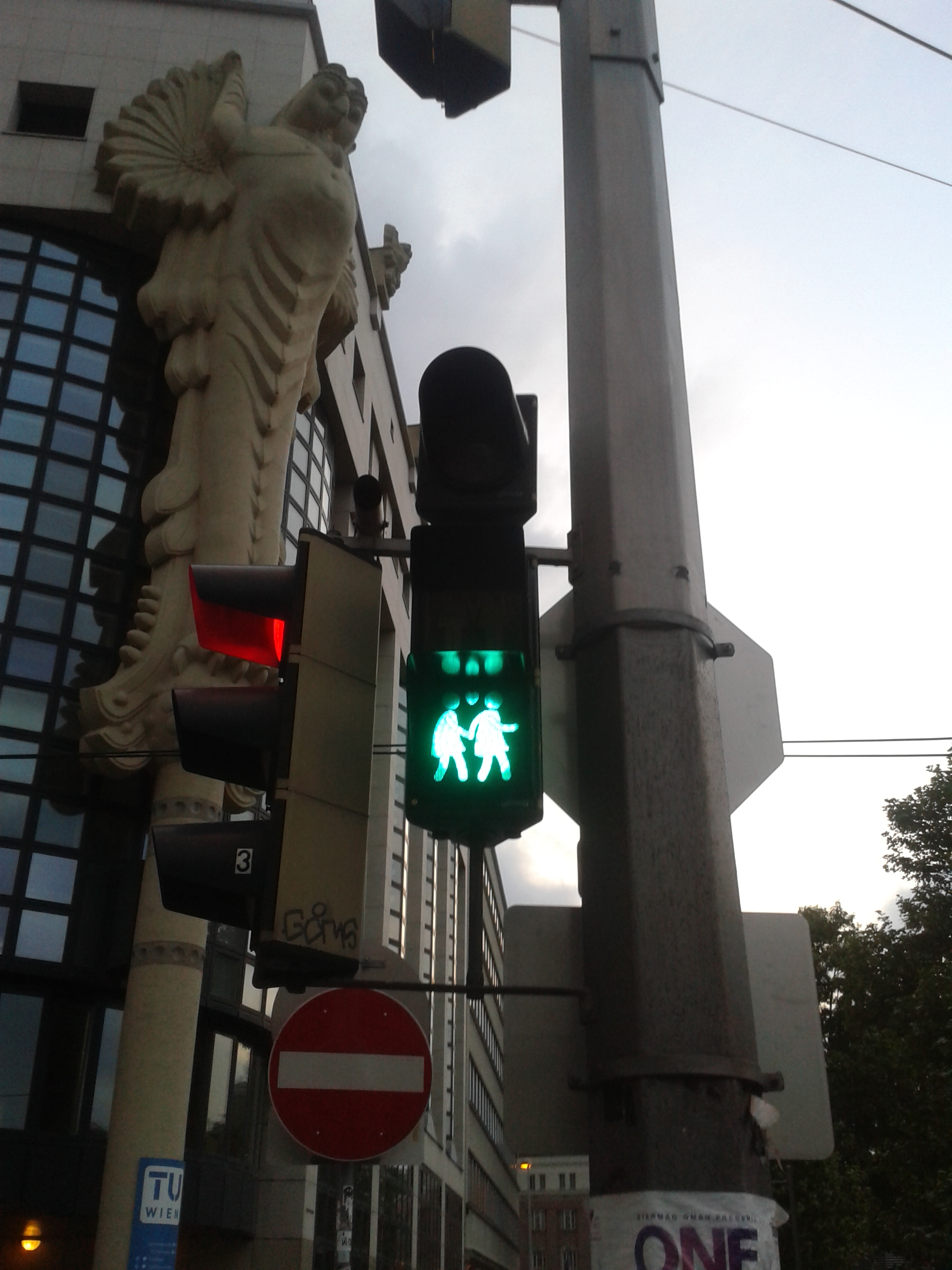
Sygnalizacja świetlna z wizerunkiem pary jednopłciowej na jednej z ulic Wiednia

Reprezentant nadawcy oświadczył tego samego dnia, że na odrestaurowanie terenu oraz dekorację miasta zostanie przeznaczone 15 mln euro. Telewizja otrzymała także kolejne 11,7 mln euro od władz miasta.
Na początku maja władze miasta umieściły na terenie hali miejskiej ok. 50 sygnalizatorów świetlnych, na których zamiast pojedynczej figury człowieka wyświetlane są pary hetero- i homoseksualne. Instalacja miała promować „tolerancję wobec różnej orientacji seksualnej”. Koszt całej inwestycji wyniósł ok. 63 tys. euro. Specjalne sygnalizatory pozostały w Wiedniu do czerwca.

### Proces wyboru miejsca organizacji
Przed konkursem w 2013 kierownik wykonawczy z ramienia EBU, Jon Ola Sand, stwierdził, że Eurowizja 2015 odbędzie się w trzech najwyżej ocenionych krajach podczas finału konkursu w 2014. Następnie oświadczył, że był to jedynie żart prima aprilisowy.

Hala Miejska w Wiedniu, miejsce organizacji 60. Konkursu Piosenki Eurowizji

Po zwycięstwie Austrii w finale Eurowizji 2014 krajowa delegacja poinformowała, że kolejny konkurs odbędzie się albo w Wiedniu, albo w Salzburgu – ten drugi zrezygnował jednak z przetargu na organizację wydarzenia z powodów finansowych. Prawem do organizacji konkursu zainteresowane były także władze innych miast kraju: Klagenfurtu (Wörthersee Stadion), Innsbrucku (Olympiahalle), Grazu (Stadthalle Graz lub Schwarzl Freizeit Zentrum), Linzu (Brucknerhaus), Burgenlandu i Vorarlbergu (Vorarlberger Landestheater) i Welsu (Messehall). Wiedeń zaproponował natomiast siedem hal: Wiener Stadthalle, Messe Wien, Heldenplatz, Krieau, Schloss Schönbrunn, St. Marx i Flughafen Wien-Schwechat.
Zgodnie z kryteriami sporządzonymi przez organizatorów konkursu, obiekt, w którym miał odbyć się jubileuszowy koncert, musiał być zadaszony, klimatyzowany, zawierać wszystkie potrzebne instalacje oraz być do dyspozycji organizatora przez 6 tygodni oraz w terminach między innymi zebrania szefów delegacji. Zgodnie z wytycznymi, hala musiała pomieścić minimum 10 tysięcy widzów oraz mieć co najmniej 15 metrów wysokości. Zgłoszenia od kandydatów do tytułu gospodarza konkursu przyjmowane były do 13 czerwca. Tydzień później krajowy ORF poinformował, że lista kandydatów do organizacji została skrócona do trzech miast: Grazu, Wiednia i Innsbrucku.
6 sierpnia poinformowano, że konkurs odbędzie się w Hali Miejskiej w Wiedniu. Chociaż początkowo ogłoszono, że konkurs odbędzie się 12, 14 i 16 maja, w informacji dla potencjalnych gospodarzy telewizja ORF zasugerowała, że koncerty odbędą się tydzień później, tj. 19, 21 i 23 maja, co w lipcu potwierdził dyrektor generalny stacji, Alexander Wrabetz.

## Organizacja
W grudniu 2013 Jon Ola Sand zapowiedział, że będzie to „swoisty hołd dla konkursu”.
Pod koniec 2011 EBU zaczęła próbę archiwizacji wszystkich konkursów począwszy od pierwszego, rozegranego w 1956. Organizacja ogłosiła, że zamierza zakończyć archiwizację przed konkursem w 2015. W czerwcu 2014 poinformowano, że archiwum jest gotowe i zostanie udostępnione publicznie za pośrednictwem oficjalnej strony konkursu. Premiera domeny 60th.eurovision.tv odbyła się na początku lutego 2015.
We wrześniu 2014 EBU zapowiedziała rozpoczęcie sprzedaży biletów przed okresem bożonarodzeniowym. Organizator przeznaczył łącznie ok. 100 tys. biletów na dziewięć biletowanych koncertów (tj. na trzy koncerty główne oraz, ostatnią próbę generalną oraz próbę ocenianą przez komisje jurorskie ze wszystkich krajów uczestniczących w widowisku), ich ceny wahały się od ok. 14 do 390 euro. Sprzedaż pierwszej transzy biletów na wszystkie koncerty organizowane w ramach 60. Konkursu Piosenki Eurowizji ruszyła w drugim tygodniu grudnia 2014 roku. Pierwsza pula biletów na finał została wyprzedana w ciągu 20 minut po rozpoczęciu sprzedaży. Druga transza biletów została udostępniona do sprzedaży pod koniec stycznia, natomiast trzecia, ostatnia – pod koniec lutego.
Piosenki konkursowe musiały zostać wyłonione do 20 marca 2015 roku. Oficjalna dwupłytowa składanka zawierająca wszystkie 40 utworów trafiła do sprzedaży 20 kwietnia, natomiast płyta zawierająca zapis filmowy wszystkich koncertów konkursowych oraz materiały bonusowe ukazała się 22 czerwca. EBU kolejny raz z rzędu przygotowała dla fanów także gadżety eurowizyjne, które można było kupić bezpośrednio w Hali Miejskiej lub za pośrednictwem strony internetowej poświęconej konkursowi.
15 marca 2015 w Wiedniu rozpoczęło się trzydniowe spotkanie EBU z przedstawicielami wszystkich krajowych nadawców uczestniczących w konkursie. Podczas spotkania delegacje odwiedziły Halę Miejską, w której rozegrane zostanie widowisko, a także Euroclub będący miejscem okolicznych imprez dla uczestników. W tych dniach odbyły się także wybory do kolejnej, dwuletniej kadencji Grupy Referencyjnej EBU.
Oficjalnym sponsorem konkursu została austriacka firma pocztowa Austrian Post, której usługi zostały wykorzystane jako motyw przewodni wszystkich konkursowych pocztówek. Oprócz tego, linie lotnicze Austrian Airlines zostały oficjalną linią lotniczą wspierającą widowisko. W kwietniu sieć Microsoft została ogłoszona partnerem technologicznym imprezy, a przedsiębiorstwo Osram produkujące sprzęt i akcesoria oświetleniowe – partnerem ds. oświetlenia.

### Projekt grafiki i sceny
Pod koniec lipca Europejska Unia Nadawców (EBU) zaprezentowała nowy logotyp Konkursu Piosenki Eurowizji, będący unowocześnioną wersją logo wprowadzonego przed widowiskiem w 2004 roku. W listopadzie telewizja ORF opublikowała oficjalne logo 60. Konkursu Piosenki Eurowizji składające się z kuli zamieszczonej na środku fali ułożonej z mniejszych kulek, co miało symbolizować „bycie zjednoczonym i różnorodnym jednocześnie”; różnokolorowe elementy zawarte w logotypie podkreślać mają „indywidualizm, a zarazem budowanie muzycznego mostu dzięki różnorodności artystów i piosenek, a także zjednoczonej publiczności”.

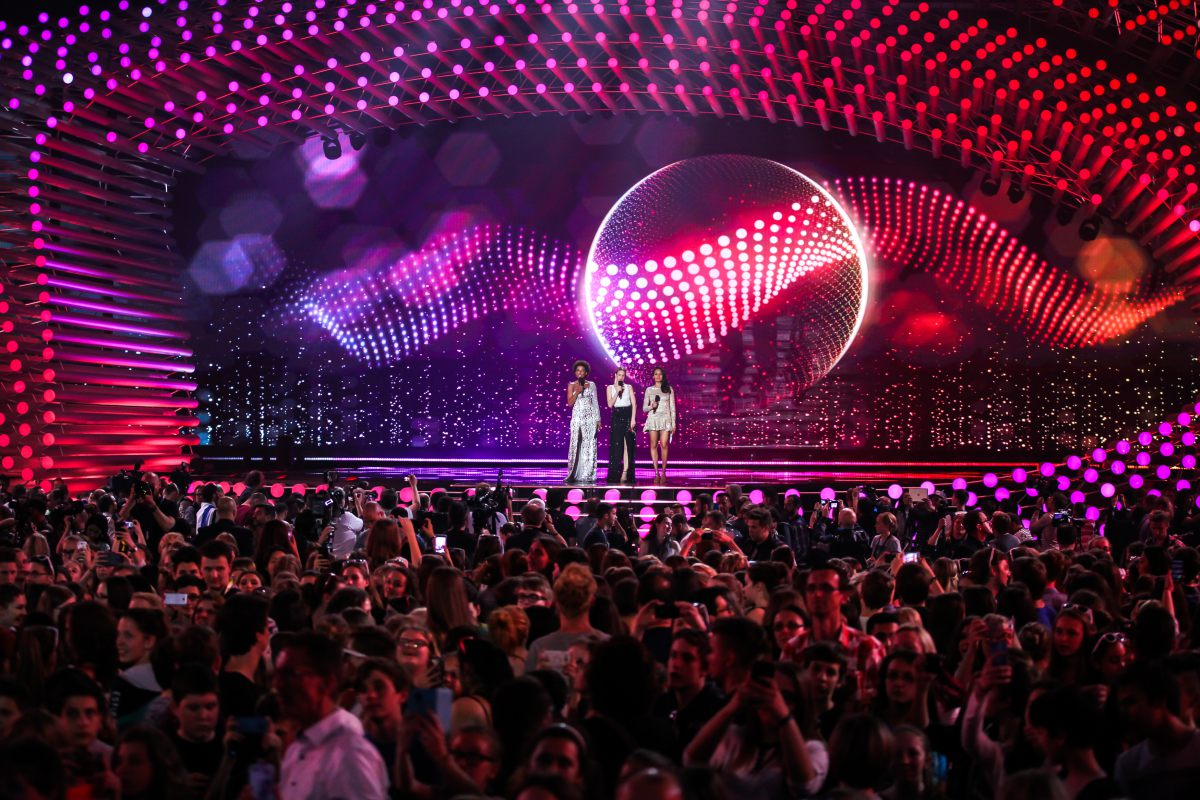
Scena konkursowa 60. Konkursu Piosenki Eurowizji

W połowie września 2014 nadawca ORF opublikował oficjalny slogan konkursu – Building Bridges (pol. Budujemy mosty), którego autorem była firma PKP BBDO. Hasło symbolizowało „zjednoczenie się krajów europejskich poprzez muzykę”, a także tolerancję, „otwarcie się na inność i wspólne działania ponad granicami i barierami”. Jak dodał Jon Ola Sand, slogan miał „odzwierciedlać to, co Konkurs Piosenki Eurowizji tworzy od samego początku, od 1956 – jedność między krajami i kulturami”.
W styczniu 2015 zaprezentowano projekt sceny konkursowej, który stworzyli Florian Wieder Kathrin Zechner, Al Gurdon i Kurt Pongratz. Scena została zaprojektowana na kształt oka, a jego symbolikę wyjaśnił dyrektor telewizji ORF, Kathrin Zechner: Wizją Konkursu Piosenki Eurowizji 2015 jest most łączący przeszłość z teraźniejszością i przyszłością. Oko jest symbolem tego mostu – wspólnego poszanowania między kulturami, krajami i ludźmi.
Przed występem każdego z reprezentantów zaprezentowano krótki filmik (tzw. pocztówkę), którego motywem przewodnim także było hasło Building Bridges. Pocztówki rozpoczynały się wręczeniem poszczególnemu reprezentantowi paczki od oficjalnego sponsora widowiska, Austrian Post. Nagrania filmików trwały od marca do kwietnia.

### Prowadzący

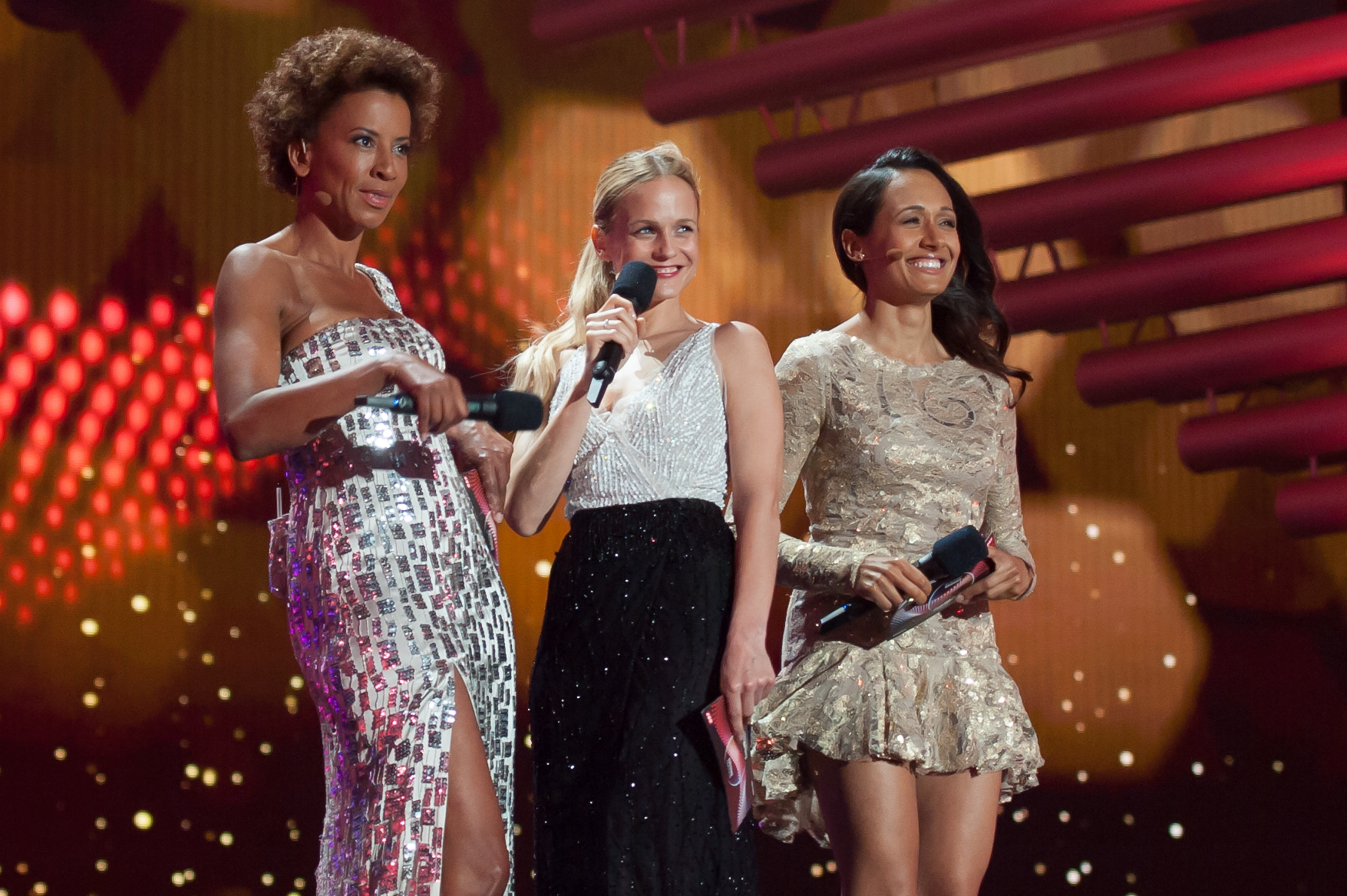
Prowadzące konkurs – Alice Tumler, Arabella Kisbauer i Mirjam Weichselbraun

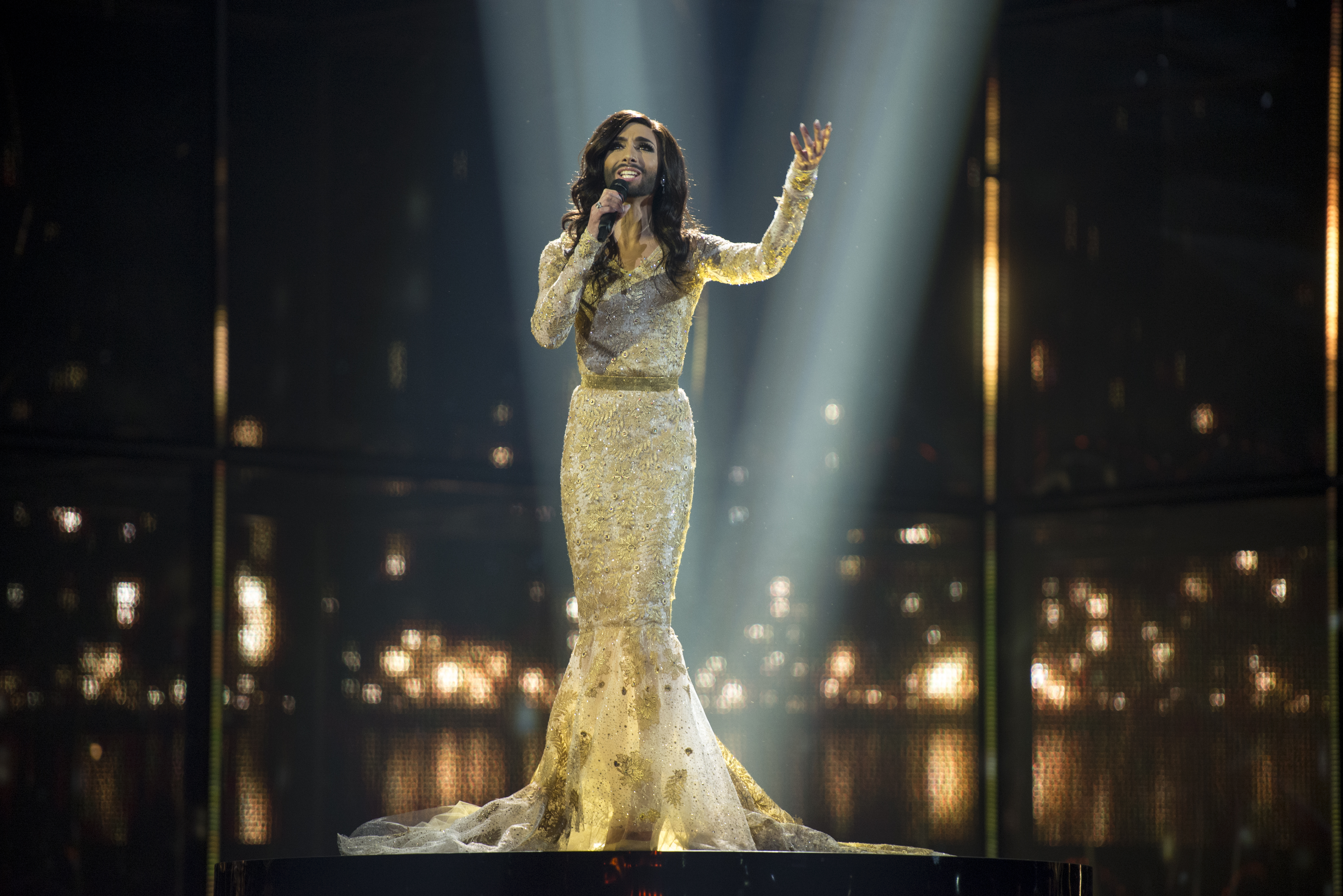
Conchita Wurst, laureatka 59. Konkursu Piosenki Eurowizji i gospodyni kulisów konkursu w 2015

Podczas konferencji prasowej zorganizowanej w grudniu przez stację ORF potwierdzono nazwiska prowadzących wszystkie koncerty jubileuszowego konkursu. Oba półfinały i finał widowiska poprowadziły trzy znane w kraju prezenterki telewizyjne: Mirjam Weichselbraun, Alice Tumler i Arabella Kiesbauer. Był to pierwszy konkurs w historii, który poprowadziły wyłącznie kobiety. Rozmowy zakulisowe w tzw. green roomie przeprowadziła Conchita Wurst, zwycięzca konkursu w 2014.

### Losowanie półfinałów i kolejność występów
Wszystkie kraje uczestniczące, poza tzw. „Wielką Piątką” (czyli Francją, Hiszpanią, Niemcami, Wielką Brytanią i Włochami), gospodarzem (Austrią) oraz zaproszoną do świętowania 60-lecia Australią, podzielono na 5 koszyków, biorąc przy tym pod uwagę, jak mieszkańcy tych państw głosowali w poprzednich dziesięciu konkursach. Losowanie przydzielające poszczególne kraje do półfinałów odbyło się 26 stycznia.
| Koszyk 1                                                                    | Koszyk 2                                                              | Koszyk 3                                                             | Koszyk 4                                                    | Koszyk 5                                                    |
| --------------------------------------------------------------------------- | --------------------------------------------------------------------- | -------------------------------------------------------------------- | ----------------------------------------------------------- | ----------------------------------------------------------- |
| - Albania - Czarnogóra - Macedonia - Malta - Serbia - Słowenia - Szwajcaria | - Dania - Estonia - Finlandia - Islandia - Łotwa - Norwegia - Szwecja | - Armenia - Azerbejdżan - Białoruś - Gruzja - Izrael - Litwa - Rosja | - Belgia - Cypr - Grecja - Holandia - Irlandia - San Marino | - Czechy - Mołdawia - Polska - Portugalia - Rumunia - Węgry |

Podobnie jak w 2013 i 2014 roku, kolejność startowa wszystkich uczestników ustalana była przez producentów widowiska w celu zaprezentowania wszystkich koncertów w ciekawszy, bardziej interesujący i różnorodny muzycznie sposób. EBU zaprezentowała kolejność występów w półfinałach 23 marca 2015 roku. Podczas konferencji prasowej przed finałem uczestnicy, którzy pomyślnie przeszli przez rundy półfinałowe, rozlosowali, w której części koncertu finałowego wystąpią. Losowanie dla reprezentantów krajów tzw. „Wielkiej Piątki” odbyło się w maju. Austria, jako organizator, wylosowała 14. numer startowy podczas specjalnego spotkania szefów delegacji, które odbyło się 15 marca.

### Kontrowersje
Oskarżenia o plagiat

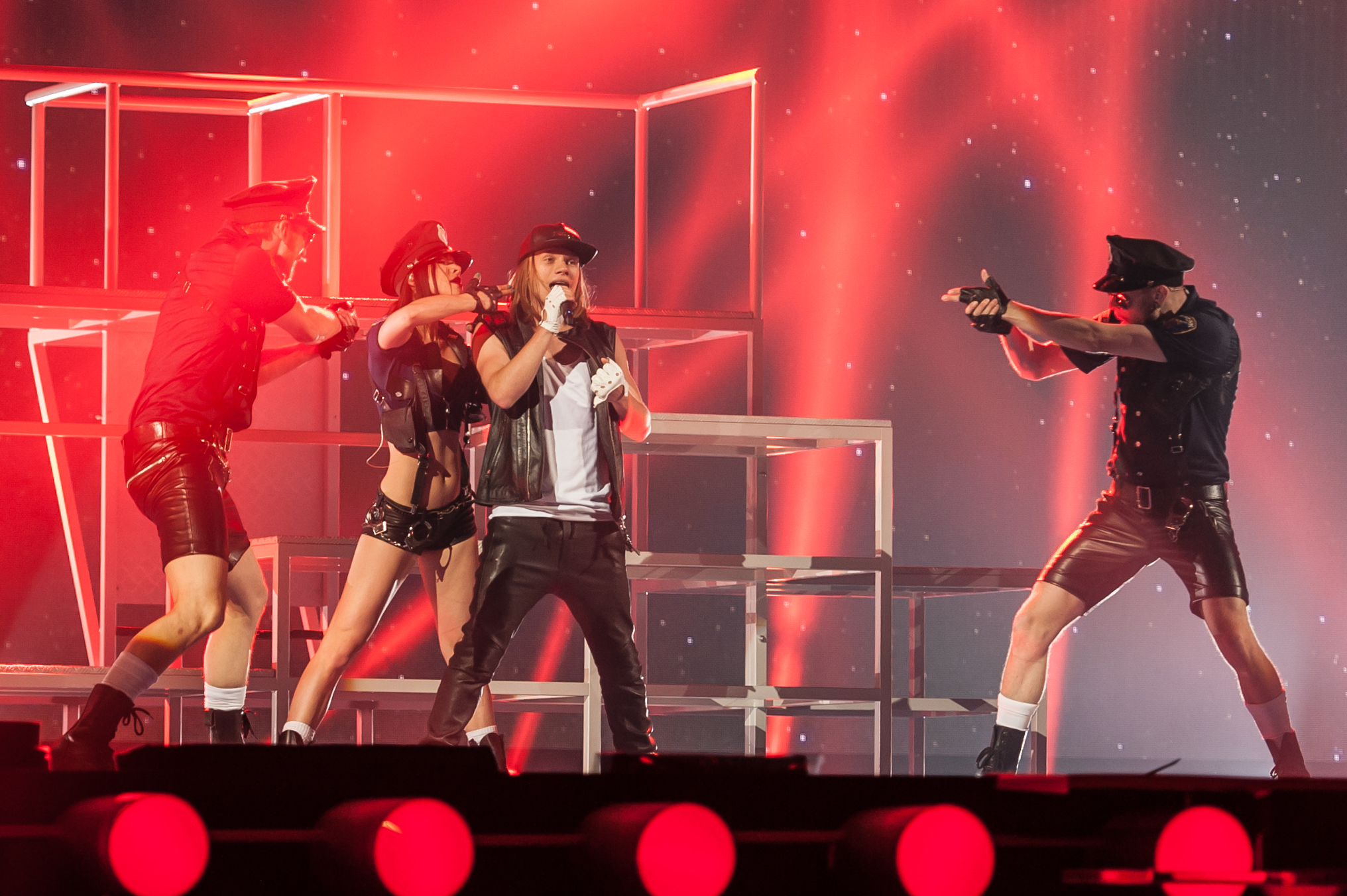
Eduard Romaniuta z Mołdawii podczas prób do występu w Konkursie Piosenki Eurowizji w 2015

Po finale mołdawskich eliminacji zwycięski utwór „I Want Your Love” Eduarda Romaniuty został posądzony o plagiat, porównywano go do „It’s Like That” Mariah Carey, „Rude Boy” Rihanny i „Just A Little” zespołu Liberty X. Piosenkarz zdementował doniesienia. Mołdawski reprezentant został również posądzony o kupowanie głosów.
W trakcie trwania szwedzkich eliminacji Melodifestivalen pojawiły się doniesienia, jakoby zwycięska piosenka „Heroes” Månsa Zelmerlöwa była plagiatem „Lovers on the Sun” Davida Guetty. Artysta zaprzeczył jednak podejrzeniom. Twórcy prezentacji scenicznej oraz wizualizacji do utworu, Fredrikowi „Benke” Rydanowi, zarzucano także inspiracje teledyskiem do piosenki „The Alchemy of Light” reżysera i artysty multimedialnego A DandyPunka. W rozmowie z publicznym nadawcą Sveriges Radio Rydan przyznał, że inspirował się pracą innych twórców, jednak zaprzeczył popełnieniu plagiatu. EBU jednak zleciła reprezentantowi zmianę oprawy scenicznej podczas występu.
Utwór „De la capăt” zespołu Voltaj reprezentującego Rumunię został oskarżony o plagiat piosenki „I Could Sing of Your Love Forever” grupy Delirious.
Zmiana niemieckiego reprezentanta

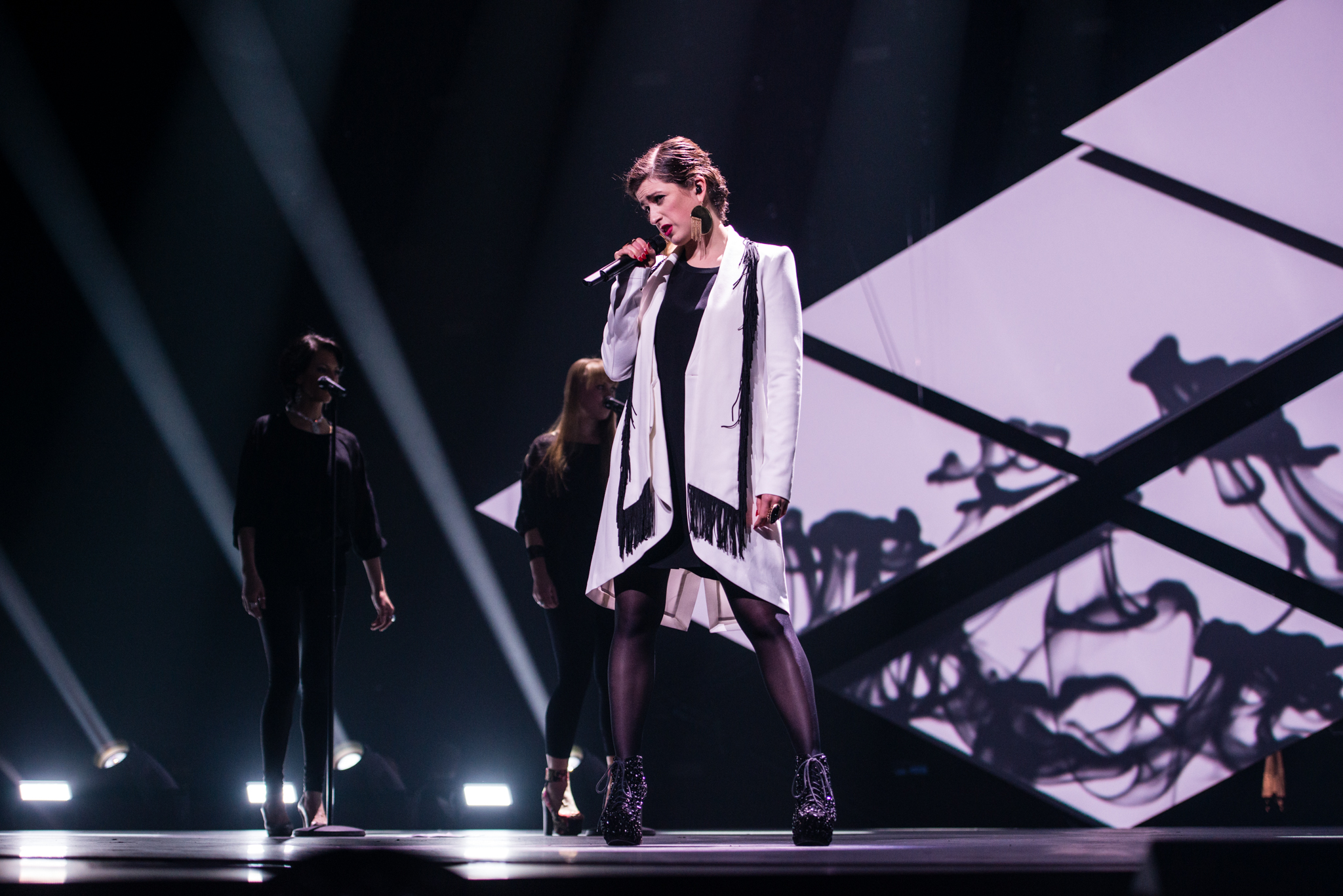
Ann Sophie podczas występu w niemieckich eliminacjach Unser Song für Österreich w 2015

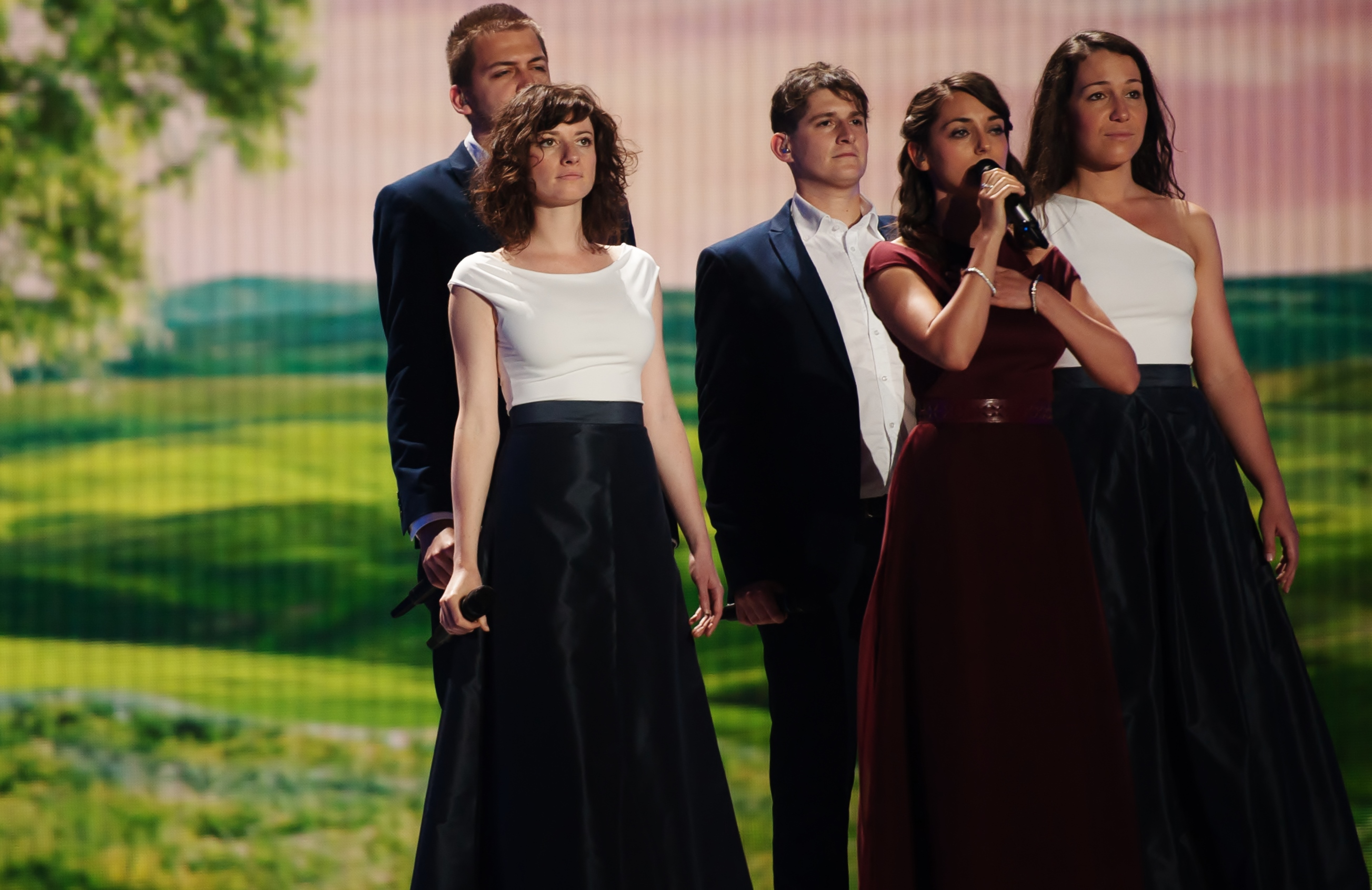
Boggie podczas prób do występu w 60. Konkursie Piosenki Eurowizji w 2015

Przedstawiciel Niemiec podczas konkursu wybierany był za pośrednictwem lokalnych eliminacji Unser Song für Österreich, których finał odbył się na początku marca. Chociaż koncert finałowy widowiska wygrał Andreas Kümmert z utworem „Heart of Stone”, piosenkarz zrezygnował z tytułu reprezentanta kraju podczas finału Konkursu Piosenki Eurowizji, tłumacząc swoją decyzję chęcią „grania spontanicznych koncertów w niemieckich klubach”. Decyzja wywołała oburzenie wśród publiczności, sam artysta oddał wówczas swoje zwycięstwo Ann Sophie, zdobywczyni drugiego miejsca w finale z numerem „Black Smoke”.
Izraelski bojkot propozycji Węgier
Podczas finału węgierskich eliminacji A Dal, Boggie zawarła w wizualizacjach swojej zwycięskiej piosenki „Wars for Nothing” kilka zwrotów dotyczących liczby ofiar rozgrywających się na świecie konfliktów i tragedii. Kontrowersje wzbudziło jedno ze zdań zawartych na ekranie – 2014. Gaza. Dwie trzecie ofiar to cywile, w tym ponad 500 dzieci, które nawiązywało do konfliktu izraelsko-palestyńskiego i operacji wojskowej, którą Izrael przeprowadził przeciwko Hamasowi latem 2014 roku. Swoje oburzenie wobec prezentacji wyraził Ilan Mor, ambasador Izraela na Węgrzech, który domagał się wycofania węgierskiej propozycji ze stawki konkursowej. Jak podał francuski dziennik Le Figaro, jeden z przedstawicieli węgierskich władz miał zapewnić izraelskiego ambasadora, że w piosence nie ma odniesień do wydarzeń w Strefie Gazy. Sama Boggie odparła zarzuty mówiąc, że „to piosenka nie tylko o pokoju, ale także naszej zdolności do brania odpowiedzialności za nasze działania”.
Homoseksualny pocałunek podczas występu Litwy
W trakcie wykonania utworu „This Time” reprezentantów Litwy, Moniki Linkytė i Vaidasa Baumili, na scenie pocałowały się trzy pary, w tym sami wykonawcy, a także chórzyści: para mężczyzn i kobiet. Jak przyznali sami artyści podczas konferencji prasowej dla zwycięzców drugiego półfinału konkursu, „pocałunkiem chcieli przekazać wiadomość, że Litwa integruje się z Europą i chce równych praw dla wszystkich”. Po występie pojawiło się wiele pozytywnych komentarzy od internautów, którzy swoje zdanie wypowiedzieli na portalu Twitter oraz uznali, że reprezentanci „dokładnie wiedzą, jak przypodobać się sporej grupie homoseksualnych fanów Eurowizji”.
Ormiańska reprezentacja jednocząca diaspory

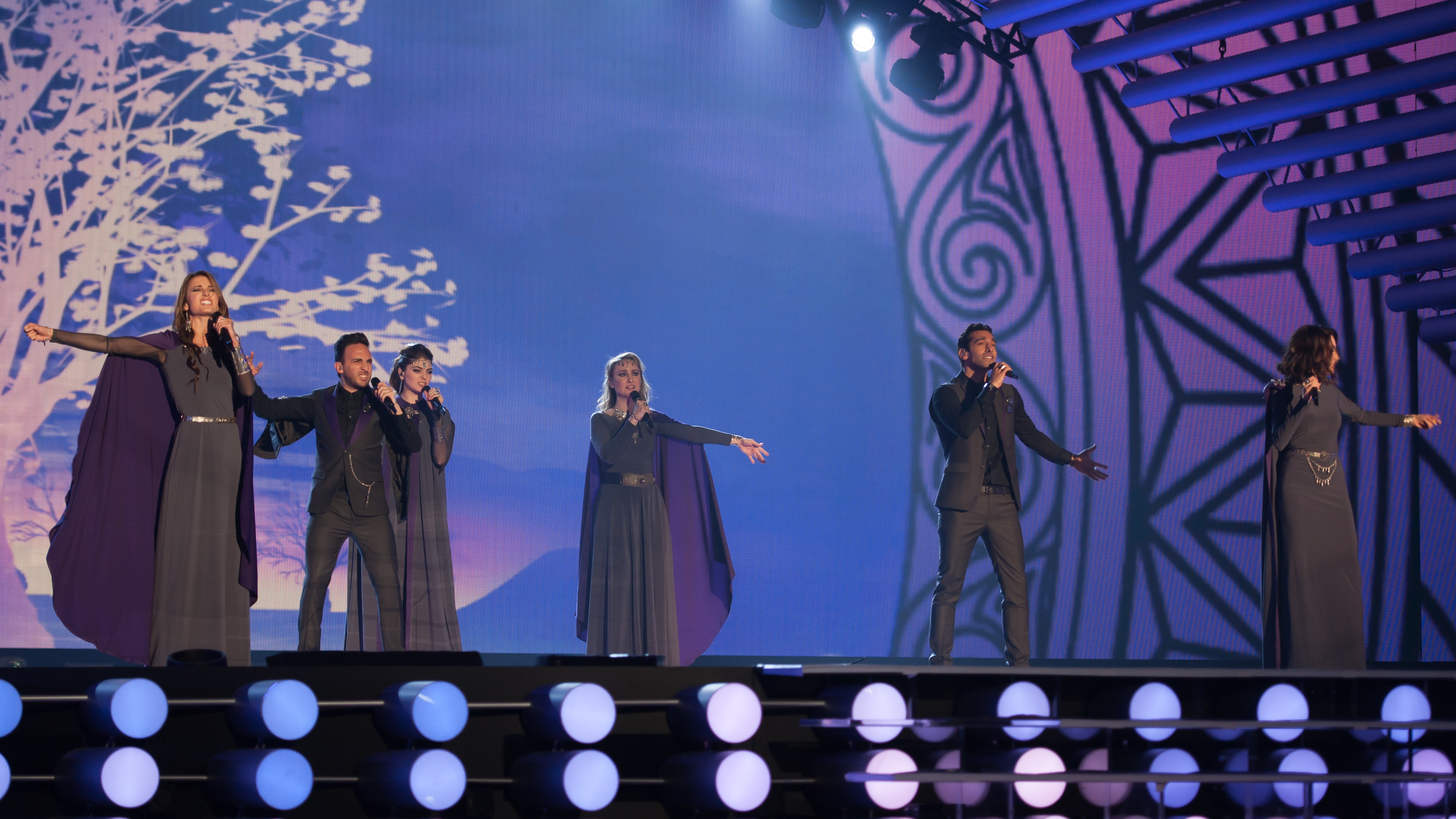
Genealogy podczas prób do występu w 60. Konkursie Piosenki Eurowizji w 2015 roku

Ormiański nadawca publiczny zdecydował się na utworzenie formacji Genealogy złożonej z wokalistów reprezentujących diasporę ormiańską rozsianą po całym świecie, co było efektem ludobójstwa Ormian w latach 1915–1916. Zespół powstał z okazji setnej rocznicy wydarzeń, jego symbolem był kwiat niezapominajki. Formacja reprezentowała Armenię z utworem „Face the Shadow”, który miał symbolicznie zjednoczyć Ormian i przekazać światu przesłanie jedności, tolerancji oraz pokoju. W skład grupy weszli: Essaï Altounian (reprezentujący Europę), Tamar Kaprelian (Amerykę), Vahe Tilbian (Afrykę), Stephanie Topalian (Azję), Mary-Jean O’Doherty Basmadjian (Oceanię) oraz Inga Arszakian (Armenię).
Podczas występów w półfinale i finale konkursu członkowie zespołu byli ubrani w fioletowe stroje, co miało symbolizować „nadzieję ormiańskiej kultury (...) Jest to kolor korzeni i przyszłości”.

### Przekaz utworów
Reprezentanci poruszający problemy społeczne

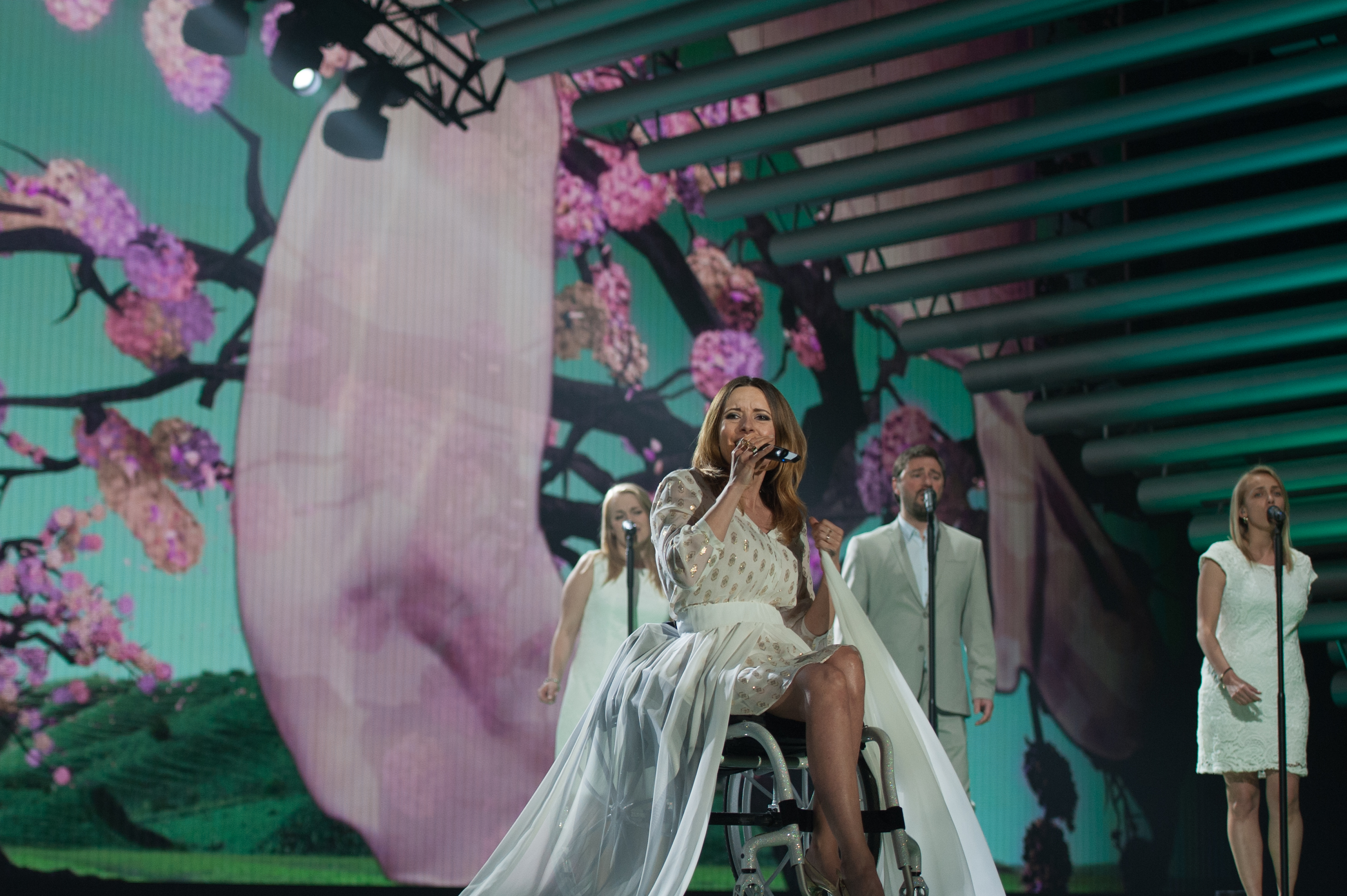
Monika Kuszyńska podczas prób do występu w 60. Konkursie Piosenki Eurowizji w 2015

Reprezentantką Polski podczas konkursu została Monika Kuszyńska, wokalistka poruszająca się na wózku inwalidzkim po tragicznym wypadku samochodowym, któremu uległa w 2006 roku. W trakcie widowiska wykonała utwór „In the Name of Love” nawiązujący do oficjalnego hasła imprezy: Building Bridges. Jak sama przyznała, „poprzez swoją działalność artystyczną stara się promować ideę łączenia dwóch światów, które do niedawna zdawały się być niemożliwe do połączenia. Świata osób sprawnych i niepełnosprawnych. Most porozumienia między nimi z każdym rokiem się umacnia”. Jak dodała, piosenka jest utworem o „tolerancji, nadziei i miłości”.
Zespół Voltaj reprezentował Rumunię z utworem „De la capăt”, który poruszał problem dzieci pozostawianych przez swoich rodziców z powodu ich wyjazdów za granicę w celach zarobkowych. Jak przyznali muzycy, piosenka jest „manifestem, którym chcemy wesprzeć dzieci pozostawiane samymi, kiedy ich rodzice są daleko, poza granicami, co tworzy różnego rodzaje traumy”. Podczas występu na scenie pojawiły się puste walizki, a na wizualizacjach pojawiły się czarno-białe obrazki przedstawiające samotne dzieci.
Reprezentanci poruszający problem wojen

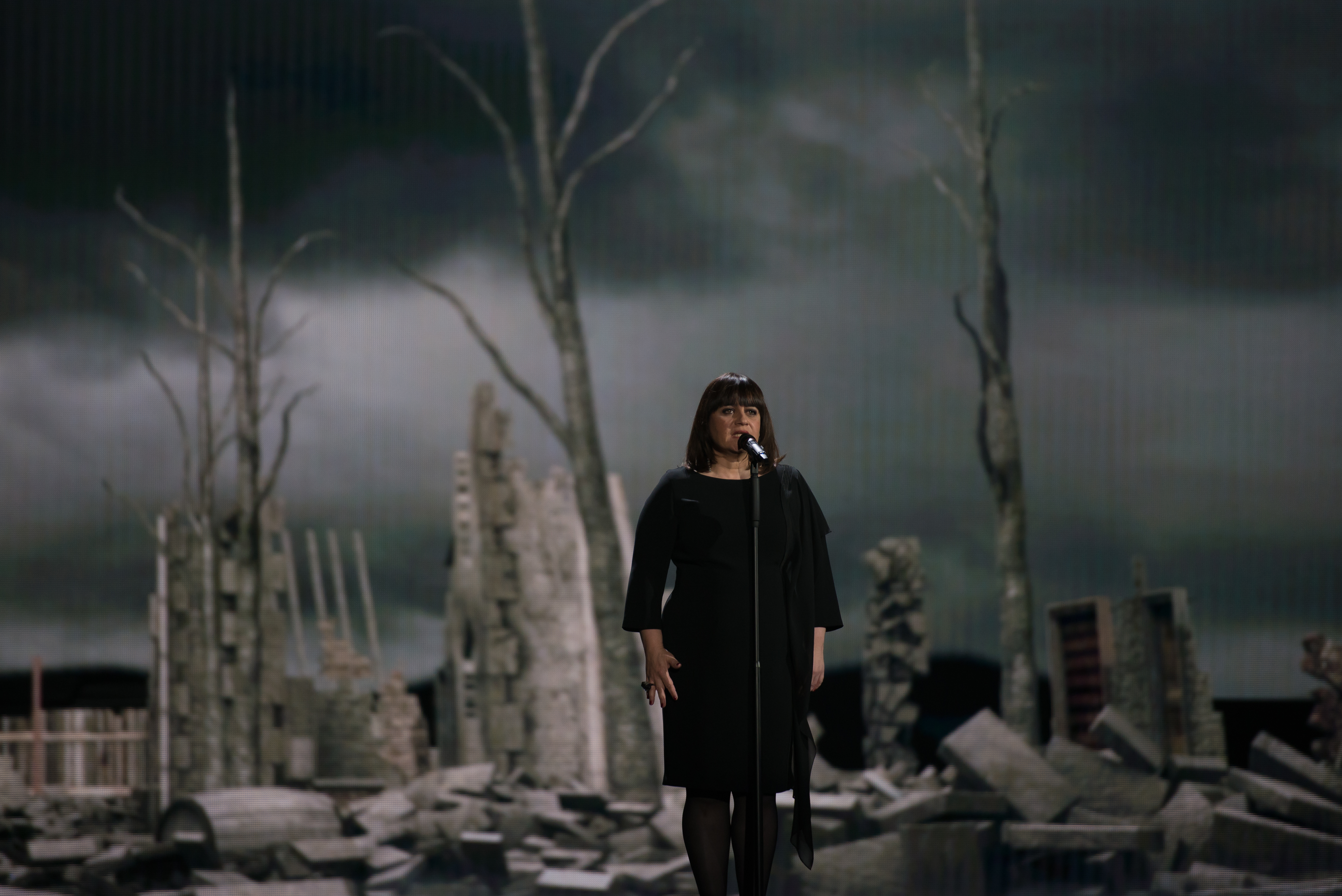
Lisa Angell podczas prób do występu w finale 60. Konkursu Piosenki Eurowizji w 2015

Utwór „Wars for Nothing” Boggie reprezentującej Węgry opowiadał o „pokoju na świecie, bezsensowności prowadzenia wojen zbrojnych”. Jak podkreślała Boggie, „to piosenka nie tylko o pokoju, ale także naszej zdolności do brania odpowiedzialności za nasze działania”.
Podobne przesłanie niosła za sobą propozycja „N’oubliez pas”, którą wykonała reprezentantka Francji, Lisa Angell. Jak przyznała sama artystka, numer opowiadał o „nadziei, pokoju, odwadze i solidarności”. W swojej piosence chciała przypomnieć widzom o tragediach związanych z I wojną światową, o „tych strasznych latach pełnych ruin śmierci i krzyków”. Premiera utworu odbyła się podczas koncertu upamiętniającego okres I wojny światowej. Podczas prezentacji scenicznej w finale konkursu wokalistka chciała przedstawić „historię kobiety powracającej do swojej rodzinnej miejscowości, która jest zrujnowana po atakach zbrojnych”. Na wizualizacjach można było zobaczyć ruiny mieszkań, szare niebo oraz sylwetki żołnierzy. Pod koniec występu na ekranach pojawiły się drzewa, kwiaty oraz białe gołębie symbolizujące pokój.

## Kraje uczestniczące
Państwa uczestniczące w pierwszym półfinale
     Finaliści głosujący w pierwszym półfinale
     Państwa uczestniczące w drugim półfinale
     Finaliści głosujący w drugim półfinale
     Finaliści głosujący w obu półfinałach (Australia)

Państwa uczestniczące w pierwszym półfinale
Finaliści głosujący w pierwszym półfinale
Państwa uczestniczące w drugim półfinale
Finaliści głosujący w drugim półfinale
Finaliści głosujący w obu półfinałach (Australia)

W konkursie w 2015 wzięło udział 40 nadawców publicznych, w tym m.in. powracające do stawki telewizje z Cypru, Serbii i Czech. Z udziału w konkursie wycofała się za to stacja z Ukrainy, która tłumaczyła decyzję problemami finansowymi związanymi z konfliktem ukraińsko-rosyjskim i skierowaniem głównych środków publicznych na armię, służbę zdrowia oraz walkę z prorosyjskimi separatystami. Początkowo chęć udziału wyraziła telewizja z Bułgarii, jednak ostatecznie wycofała się z uczestnictwa z powodu problemów finansowych. Pod koniec października Jon Ola Sand poinformował, że w konkursie wystąpi 39 krajów.
10 lutego EBU poinformowała, że nadawca publiczny z Australii pojawi się gościnnie w stawce konkursowej z okazji 60-lecia wydarzenia. Kraj jednorazowo wystąpił w konkursie dzięki ponad 30-letniej współpracy stacji Special Broadcasting Service (SBS) z EBU, natomiast jej reprezentant miał zapewnione miejsce w finale. Zgodnie z zapowiedziami, w przypadku ewentualnej wygranej Australii kolejny konkurs miałby być zorganizowany przez nadawcę we współpracy z jedną z europejskich stacji publicznych.

### Powracający artyści

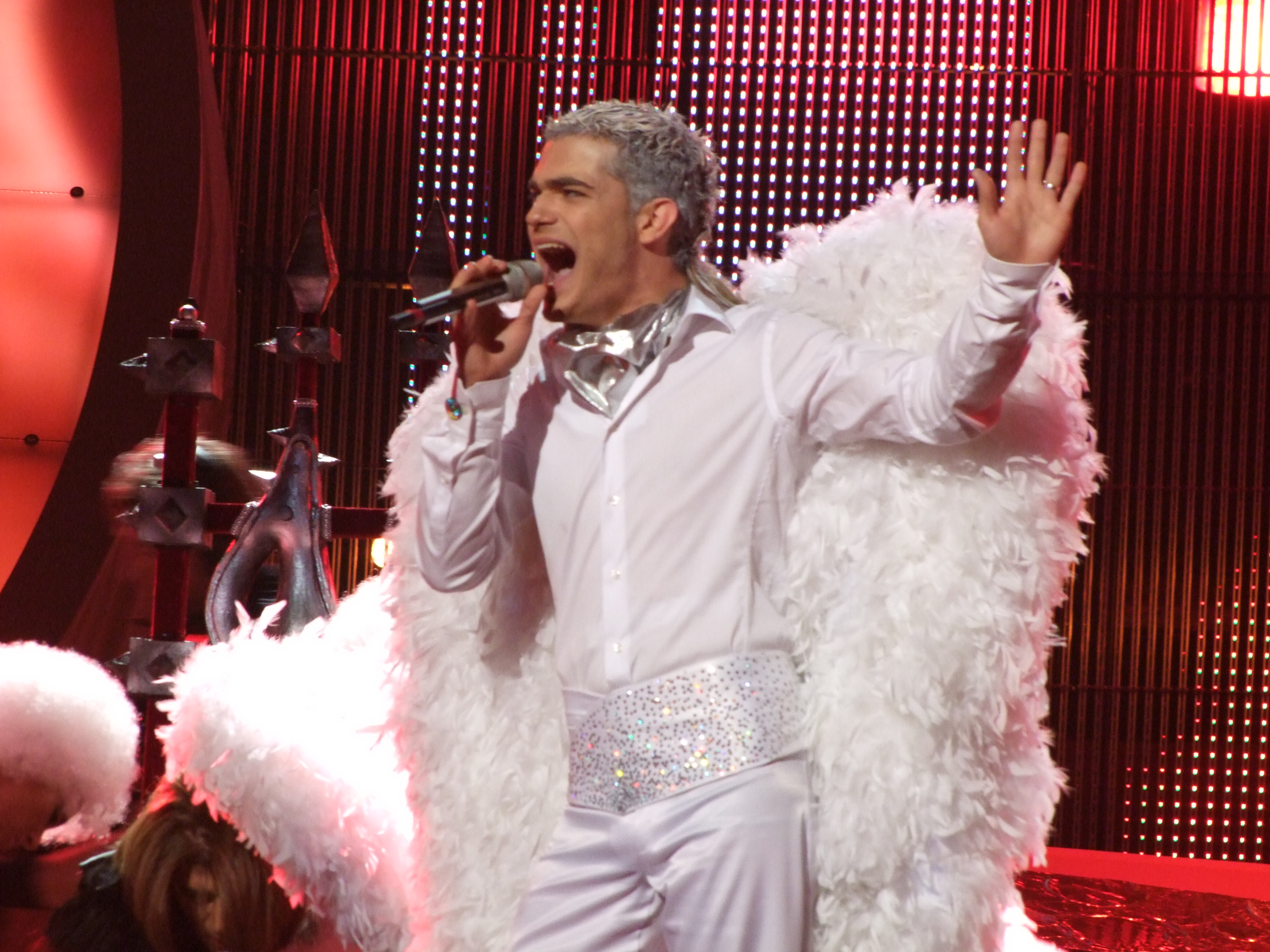
Elnur Hüseynov podczas występu w finale 53. Konkursu Piosenki Eurowizji w 2008

W stawce konkursowej 60. Konkursu Piosenki Eurowizji znaleźli się wykonawcy, którzy wystąpili na eurowizyjnej scenie w poprzednich latach. Elnur Hüseynov z Azerbejdżanu reprezentował kraj podczas 53. Konkursu Piosenki Eurowizji w 2008. Inga Arszakian, członkini ormiańskiego zespołu Genealogy, reprezentowała Armenię podczas konkursu w 2009 razem ze swoją siostrą Anusz. Reprezentanci San Marino – Michele Perniola i Anita Simoncini – wzięli wcześniej udział w Konkurs Piosenki Eurowizji dla Dzieci; Perniola reprezentował kraj w 2013, a Simoncini w 2014 (jako wokalistka zespołu The Peppermints), zostając pierwszą uczestniczką w historii, która wystąpiła w dwóch różnych konkursach organizowanych przez EBU w ciągu jednego roku.
Reprezentantka Malty, Amber Bondin, wystąpiła jako wokal wspierający maltańskiego przedstawiciela podczas konkursu w 2012, natomiast Uzari Nawrocki z Białorusi zaśpiewał w chórkach białoruskiego reprezentanta podczas 56. Konkursu Piosenki Eurowizji w 2011.
W chórkach reprezentantki Polski zaśpiewał m.in. Jan Radwan, który był chórzystą także podczas występu Lidii Kopani, reprezentantki Polski podczas konkursu w 2009. Wokalem wspierającym przedstawicielkę Serbii, Bojanę Stamenov, była natomiast m.in. Saška Janković, która wcześniej była chórzystką podczas występów dwóch poprzednich krajowych reprezentantów – Milana Stankovicia (w 2010) i Niny Radojčić (w 2011 roku).
W chórkach Maríi Ólafs z Islandii wystąpiła Hera Björk, reprezentantka kraju na Eurowizji 2010. Jednym z chórzystów Loïca Notteta z Belgii był Nicolas Dorian, członek zespołu Witloof Bay reprezentującego kraj w konkursie w 2011.

## Wyniki

### Pierwszy półfinał
Pierwszy półfinał odbył się 19 maja, wzięło w nim udział 16 reprezentantów. Prawo do głosowania miały państwa uczestniczące w koncercie oraz cztery kraje mające zagwarantowany udział w finale: Australia, Austria, Francja i Hiszpania.
| Lp. | Kraj      | Język               | Artysta                   | Piosenka               | Miejsce | Punkty |
| --- | --------- | ------------------- | ------------------------- | ---------------------- | ------- | ------ |
| 1   | Mołdawia  | angielski           | Eduard Romaniuta          | „I Want Your Love”     | 11      | 41     |
| 2   | Armenia   | angielski           | Genealogy                 | „Face the Shadow”      | 7       | 77     |
| 3   | Belgia    | angielski           | Loïc Nottet               | „Rhythm Inside”        | 2       | 149    |
| 4   | Holandia  | angielski           | Trijntje Oosterhuis       | „Walk Along”           | 14      | 33     |
| 5   | Finlandia | fiński              | Pertti Kurikan Nimipäivät | „Aina mun pitää”       | 16      | 13     |
| 6   | Grecja    | angielski           | Maria Elena Kiriaku       | „One Last Breath”      | 6       | 81     |
| 7   | Estonia   | angielski           | Elina Born i Stig Rästa   | „Goodbye to Yesterday” | 3       | 105    |
| 8   | Macedonia | angielski           | Daniel Kajmakoski         | „Autumn Leaves”        | 15      | 28     |
| 9   | Serbia    | angielski           | Bojana Stamenov           | „Beauty Never Lies”    | 9       | 63     |
| 10  | Węgry     | angielski           | Boggie                    | „Wars for Nothing”     | 8       | 67     |
| 11  | Białoruś  | angielski           | Uzari i Maimuna           | „Time”                 | 12      | 39     |
| 12  | Rosja     | angielski           | Polina Gagarina           | „A Million Voices”     | 1       | 182    |
| 13  | Dania     | angielski           | Anti Social Media         | „The Way You Are”      | 13      | 33     |
| 14  | Albania   | angielski           | Elhaida Dani              | „I’m Alive”            | 10      | 62     |
| 15  | Rumunia   | rumuński, angielski | Voltaj                    | „De la capăt”          | 5       | 89     |
| 16  | Gruzja    | angielski           | Nina Sublatti             | „Warrior”              | 4       | 98     |

Legenda:
     Kraje zakwalifikowane do finału
| Wyniki jurorów i telewidzów | Wyniki jurorów i telewidzów | Wyniki jurorów i telewidzów | Wyniki jurorów i telewidzów | Wyniki jurorów i telewidzów |
| Miejsce                     | Telewidzowie                | Punkty                      | Jurorzy                     | Punkty                      |
| --------------------------- | --------------------------- | --------------------------- | --------------------------- | --------------------------- |
| 1                           | Rosja                       | 145                         | Rosja                       | 159                         |
| 2                           | Estonia                     | 129                         | Belgia                      | 139                         |
| 3                           | Belgia                      | 112                         | Gruzja                      | 90                          |
| 4                           | Gruzja                      | 96                          | Grecja                      | 89                          |
| 5                           | Rumunia                     | 93                          | Holandia                    | 70                          |
| 6                           | Armenia                     | 80                          | Węgry                       | 68                          |
| 7                           | Serbia                      | 78                          | Białoruś                    | 65                          |
| 8                           | Albania                     | 66                          | Rumunia                     | 64                          |
| 9                           | Grecja                      | 59                          | Albania                     | 61                          |
| 10                          | Finlandia                   | 51                          | Estonia                     | 60                          |
| 11                          | Mołdawia                    | 48                          | Armenia                     | 54                          |
| 12                          | Węgry                       | 45                          | Dania                       | 51                          |
| 13                          | Białoruś                    | 32                          | Mołdawia                    | 46                          |
| 14                          | Dania                       | 23                          | Serbia                      | 43                          |
| 15                          | Holandia                    | 23                          | Macedonia                   | 42                          |
| 16                          | Macedonia                   | 22                          | Finlandia                   | 1                           |

### Tabela punktacyjna pierwszego półfinału
| Głosowanie: Telewidzowie i jurorzy Tylko jurorzy | Głosowanie: Telewidzowie i jurorzy Tylko jurorzy | Kraje głosujące | Kraje głosujące | Kraje głosujące | Kraje głosujące | Kraje głosujące | Kraje głosujące | Kraje głosujące | Kraje głosujące | Kraje głosujące | Kraje głosujące | Kraje głosujące | Kraje głosujące | Kraje głosujące | Kraje głosujące | Kraje głosujące | Kraje głosujące | Kraje głosujące | Kraje głosujące | Kraje głosujące | Kraje głosujące | Kraje głosujące |
| Głosowanie: Telewidzowie i jurorzy Tylko jurorzy | Głosowanie: Telewidzowie i jurorzy Tylko jurorzy | Suma punktów    | Albania         | Armenia         | Australia       | Austria         | Białoruś        | Belgia          | Dania           | Estonia         | Macedonia       | Finlandia       | Francja         | Gruzja          | Grecja          | Węgry           | Mołdawia        | Rumunia         | Rosja           | Serbia          | Hiszpania       | Holandia        |
| ------------------------------------------------ | ------------------------------------------------ | --------------- | --------------- | --------------- | --------------- | --------------- | --------------- | --------------- | --------------- | --------------- | --------------- | --------------- | --------------- | --------------- | --------------- | --------------- | --------------- | --------------- | --------------- | --------------- | --------------- | --------------- |
| Uczestnicy konkursu                              | Mołdawia                                         | 41              | 2               | 6               | –               | –               | 5               | –               | –               | –               | 5               | –               | –               | 10              | –               | –               |                 | 8               | –               | 5               | –               | –               |
| Uczestnicy konkursu                              | Armenia                                          | 77              | 5               |                 | –               | –               | 7               | 12              | –               | –               | 7               | –               | 5               | 8               | 7               | –               | 4               | 1               | 12              | –               | 4               | 5               |
| Uczestnicy konkursu                              | Belgia                                           | 149             | 6               | 1               | 8               | 6               | 6               |                 | 12              | 10              | 6               | 12              | 12              | 5               | 6               | 10              | 5               | 7               | 8               | 7               | 10              | 12              |
| Uczestnicy konkursu                              | Holandia                                         | 33              | 1               | –               | –               | –               | –               | 6               | 7               | 5               | 1               | 3               | 2               | 2               | –               | –               | –               | 3               | –               | –               | 3               |                 |
| Uczestnicy konkursu                              | Finlandia                                        | 13              | –               | –               | –               | –               | 1               | –               | 2               | 4               | –               |                 | –               | –               | –               | 2               | –               | –               | –               | 4               | –               | –               |
| Uczestnicy konkursu                              | Grecja                                           | 81              | 12              | 8               | 6               | 4               | 3               | 3               | –               | 1               | 4               | 2               | 3               | 4               |                 | 3               | 3               | 6               | 5               | 6               | 2               | 6               |
| Uczestnicy konkursu                              | Estonia                                          | 105             | –               | 4               | 5               | 10              | 8               | 5               | 8               |                 | 2               | 8               | 4               | 3               | 4               | 8               | 2               | 2               | 10              | 2               | 12              | 8               |
| Uczestnicy konkursu                              | Macedonia                                        | 28              | 10              | –               | 3               | –               | –               | –               | –               | 2               |                 | –               | –               | –               | –               | –               | 1               | –               | –               | 12              | –               | –               |
| Uczestnicy konkursu                              | Serbia                                           | 63              | –               | 5               | 12              | 7               | 4               | –               | 1               | –               | 12              | 4               | 1               | –               | 2               | 4               | –               | –               | 4               |                 | –               | 7               |
| Uczestnicy konkursu                              | Węgry                                            | 67              | 3               | –               | 2               | 5               | –               | 4               | 4               | 12              | –               | 7               | 6               | –               | –               |                 | –               | 10              | 2               | 8               | –               | 4               |
| Uczestnicy konkursu                              | Białoruś                                         | 39              | –               | 7               | –               | –               |                 | –               | 3               | –               | –               | –               | –               | 12              | 3               | –               | 8               | –               | 6               | –               | –               | –               |
| Uczestnicy konkursu                              | Rosja                                            | 182             | 7               | 10              | 10              | 12              | 12              | 8               | 10              | 8               | 8               | 10              | 10              | 7               | 12              | 12              | 7               | 12              |                 | 10              | 7               | 10              |
| Uczestnicy konkursu                              | Dania                                            | 33              | –               | 2               | 4               | 1               | –               | 1               |                 | 7               | –               | 1               | –               | –               | 1               | 7               | –               | 5               | –               | –               | 1               | 3               |
| Uczestnicy konkursu                              | Albania                                          | 62              |                 | –               | –               | 3               | –               | 10              | –               | –               | 10              | –               | 7               | 6               | 10              | 1               | 6               | –               | 3               | –               | 6               | –               |
| Uczestnicy konkursu                              | Rumunia                                          | 89              | 8               | 3               | 1               | 8               | 2               | 7               | 6               | 3               | –               | 6               | 8               | 1               | 5               | 5               | 12              |                 | 1               | 3               | 8               | 2               |
| Uczestnicy konkursu                              | Gruzja                                           | 98              | 4               | 12              | 7               | 2               | 10              | 2               | 5               | 6               | 3               | 5               | –               |                 | 8               | 6               | 10              | 4               | 7               | 1               | 5               | 1               |

### Drugi półfinał
Drugi półfinał odbył się 21 maja, wzięło w nim udział 17 reprezentantów. Prawo do głosowania miały państwa uczestniczące w koncercie oraz cztery kraje mające zagwarantowany udział w finale: Australia, Niemcy, Wielka Brytania i Włochy.
| Lp. | Kraj        | Język        | Artysta                            | Piosenka                       | Miejsce | Punkty |
| --- | ----------- | ------------ | ---------------------------------- | ------------------------------ | ------- | ------ |
| 1   | Litwa       | angielski    | Monika Linkytė i Vaidas Baumila    | „This Time”                    | 7       | 67     |
| 2   | Irlandia    | angielski    | Molly Sterling                     | „Playing with Numbers”         | 12      | 35     |
| 3   | San Marino  | angielski    | Michele Perniola i Anita Simoncini | „Chain of Lights”              | 16      | 11     |
| 4   | Czarnogóra  | czarnogórski | Knez                               | „Adio”                         | 9       | 57     |
| 5   | Malta       | angielski    | Amber                              | „Warrior”                      | 11      | 43     |
| 6   | Norwegia    | angielski    | Mørland i Debrah Scarlett          | „A Monster Like Me”            | 4       | 123    |
| 7   | Portugalia  | portugalski  | Leonor Andrade                     | „Há um mar que nos separa”     | 14      | 19     |
| 8   | Czechy      | angielski    | Marta Jandová i Václav Noid Bárta  | „Hope Never Dies”              | 13      | 33     |
| 9   | Izrael      | angielski    | Nadav Guedj                        | „Golden Boy”                   | 3       | 151    |
| 10  | Łotwa       | angielski    | Aminata                            | „Love Injected”                | 2       | 155    |
| 11  | Azerbejdżan | angielski    | Elnur Hüseynov                     | „Hour of the Wolf”             | 10      | 53     |
| 12  | Islandia    | angielski    | María Ólafs                        | „Unbroken”                     | 15      | 14     |
| 13  | Szwecja     | angielski    | Måns Zelmerlöw                     | „Heroes”                       | 1       | 217    |
| 14  | Szwajcaria  | angielski    | Mélanie René                       | „Time to Shine”                | 17      | 4      |
| 15  | Cypr        | angielski    | John Karayannis                    | „One Thing I Should Have Done” | 6       | 87     |
| 16  | Słowenia    | angielski    | Maraaya                            | „Here for You”                 | 5       | 92     |
| 17  | Polska      | angielski    | Monika Kuszyńska                   | „In the Name of Love”          | 8       | 57     |

Legenda:
     Kraje zakwalifikowane do finału
| Wyniki jurorów i telewidzów | Wyniki jurorów i telewidzów | Wyniki jurorów i telewidzów | Wyniki jurorów i telewidzów | Wyniki jurorów i telewidzów |
| Miejsce                     | Telewidzowie                | Punkty                      | Jurorzy                     | Punkty                      |
| --------------------------- | --------------------------- | --------------------------- | --------------------------- | --------------------------- |
| 1                           | Szwecja                     | 195                         | Szwecja                     | 208                         |
| 2                           | Izrael                      | 157                         | Łotwa                       | 155                         |
| 3                           | Łotwa                       | 116                         | Norwegia                    | 144                         |
| 4                           | Polska                      | 114                         | Izrael                      | 114                         |
| 5                           | Norwegia                    | 104                         | Malta                       | 84                          |
| 6                           | Litwa                       | 98                          | Słowenia                    | 84                          |
| 7                           | Słowenia                    | 95                          | Irlandia                    | 84                          |
| 8                           | Cypr                        | 80                          | Cypr                        | 76                          |
| 9                           | Czarnogóra                  | 58                          | Azerbejdżan                 | 67                          |
| 10                          | Czechy                      | 51                          | Litwa                       | 52                          |
| 11                          | Azerbejdżan                 | 37                          | Czarnogóra                  | 47                          |
| 12                          | Malta                       | 32                          | Czechy                      | 34                          |
| 13                          | Portugalia                  | 24                          | Portugalia                  | 23                          |
| 14                          | Islandia                    | 21                          | Szwajcaria                  | 15                          |
| 15                          | San Marino                  | 16                          | Islandia                    | 15                          |
| 16                          | Irlandia                    | 14                          | Polska                      | 10                          |
| 17                          | Szwajcaria                  | 6                           | San Marino                  | 6                           |

### Tabela punktacyjna drugiego półfinału
| Głosowanie: Telewidzowie i jurorzy Tylko jurorzy | Głosowanie: Telewidzowie i jurorzy Tylko jurorzy | Kraje głosujące | Kraje głosujące | Kraje głosujące | Kraje głosujące | Kraje głosujące | Kraje głosujące | Kraje głosujące | Kraje głosujące | Kraje głosujące | Kraje głosujące | Kraje głosujące | Kraje głosujące | Kraje głosujące | Kraje głosujące | Kraje głosujące | Kraje głosujące | Kraje głosujące | Kraje głosujące | Kraje głosujące | Kraje głosujące | Kraje głosujące | Kraje głosujące |
| Głosowanie: Telewidzowie i jurorzy Tylko jurorzy | Głosowanie: Telewidzowie i jurorzy Tylko jurorzy | Suma punktów    | Australia       | Azerbejdżan     | Cypr            | Czechy          | Niemcy          | Islandia        | Irlandia        | Izrael          | Włochy          | Łotwa           | Litwa           | Malta           | Czarnogóra      | Norwegia        | Polska          | Portugalia      | San Marino      | Słowenia        | Szwecja         | Szwajcaria      | Wielka Brytania |
| ------------------------------------------------ | ------------------------------------------------ | --------------- | --------------- | --------------- | --------------- | --------------- | --------------- | --------------- | --------------- | --------------- | --------------- | --------------- | --------------- | --------------- | --------------- | --------------- | --------------- | --------------- | --------------- | --------------- | --------------- | --------------- | --------------- |
| Uczestnicy konkursu                              | Litwa                                            | 67              | 4               | 7               | 7               | 1               | –               | 4               | 7               | 4               | –               | 10              |                 | 4               | –               | 10              | –               | –               | 3               | –               | –               | 3               | 3               |
| Uczestnicy konkursu                              | Irlandia                                         | 35              | –               | 2               | 1               | 5               | 2               | –               |                 | –               | –               | 4               | 2               | –               | 2               | –               | –               | –               | 5               | 1               | 3               | –               | 8               |
| Uczestnicy konkursu                              | San Marino                                       | 11              | –               | –               | –               | –               | –               | –               | –               | –               | 6               | –               | –               | –               | 5               | –               | –               | –               |                 | –               | –               | –               | –               |
| Uczestnicy konkursu                              | Czarnogóra                                       | 57              | –               | 10              | 2               | 6               | –               | –               | –               | 7               | 4               | 2               | –               | –               |                 | 3               | –               | 5               | –               | 10              | 7               | 1               | –               |
| Uczestnicy konkursu                              | Malta                                            | 43              | 3               | –               | –               | 4               | –               | –               | 3               | 10              | 1               | –               | –               |                 | 10              | –               | –               | –               | 7               | –               | –               | –               | 5               |
| Uczestnicy konkursu                              | Norwegia                                         | 123             | 8               | –               | 6               | 7               | 7               | 10              | 4               | 1               | 2               | 7               | 8               | 5               | 6               |                 | 6               | 8               | 8               | 6               | 12              | 10              | 2               |
| Uczestnicy konkursu                              | Portugalia                                       | 19              | –               | 3               | –               | –               | 1               | –               | –               | –               | –               | –               | –               | –               | 4               | –               | –               |                 | –               | 4               | –               | 6               | 1               |
| Uczestnicy konkursu                              | Czechy                                           | 33              | –               | –               | –               |                 | 4               | –               | 1               | 8               | –               | 1               | –               | 1               | 1               | –               | 8               | 1               | 4               | 3               | 1               | –               | –               |
| Uczestnicy konkursu                              | Izrael                                           | 151             | 7               | 8               | 10              | 2               | 8               | 8               | 8               |                 | 12              | 3               | 4               | 10              | 3               | 8               | 10              | 10              | 6               | 5               | 10              | 7               | 12              |
| Uczestnicy konkursu                              | Łotwa                                            | 155             | 10              | 6               | 8               | 8               | 10              | 7               | 12              | 2               | 8               |                 | 12              | 7               | –               | 7               | 7               | 7               | 10              | 8               | 8               | 8               | 10              |
| Uczestnicy konkursu                              | Azerbejdżan                                      | 53              | 2               |                 | 5               | 10              | –               | 2               | –               | 3               | –               | –               | 6               | 8               | 7               | –               | 3               | 3               | –               | –               | 4               | –               | –               |
| Uczestnicy konkursu                              | Islandia                                         | 14              | –               | 5               | –               | –               | –               |                 | 2               | –               | –               | –               | 1               | –               | –               | 2               | 2               | –               | –               | –               | 2               | –               | –               |
| Uczestnicy konkursu                              | Szwecja                                          | 217             | 12              | 4               | 12              | 12              | 12              | 12              | 10              | 12              | 10              | 12              | 10              | 12              | 8               | 12              | 12              | 12              | 12              | 12              |                 | 12              | 7               |
| Uczestnicy konkursu                              | Szwajcaria                                       | 4               | –               | 1               | –               | –               | –               | 1               | –               | –               | –               | –               | –               | –               | –               | 1               | 1               | –               | –               | –               | –               |                 | –               |
| Uczestnicy konkursu                              | Cypr                                             | 87              | 6               | –               |                 | –               | 5               | 5               | 6               | 5               | 7               | 6               | 3               | 2               | –               | 6               | 4               | 6               | 2               | 7               | 6               | 5               | 6               |
| Uczestnicy konkursu                              | Słowenia                                         | 92              | 5               | 12              | 3               | 3               | 6               | 6               | –               | 6               | 3               | 8               | 7               | 3               | 12              | 4               | 5               | 4               | 1               |                 | –               | 4               | –               |
| Uczestnicy konkursu                              | Polska                                           | 57              | 1               | –               | 4               | –               | 3               | 3               | 5               | –               | 5               | 5               | 5               | 6               | –               | 5               |                 | 2               | –               | 2               | 5               | 2               | 4               |

### Finał
Finał odbył się w nocy z 23 na 24 maja, wzięła w nim udział rekordowa liczba 27 reprezentantów.
| Lp. | Kraj            | Język               | Artysta                         | Piosenka                       | Miejsce | Punkty |
| --- | --------------- | ------------------- | ------------------------------- | ------------------------------ | ------- | ------ |
| 1   | Słowenia        | angielski           | Maraaya                         | „Here for You”                 | 14      | 39     |
| 2   | Francja         | francuski           | Lisa Angell                     | „N’oubliez pas”                | 25      | 4      |
| 3   | Izrael          | angielski           | Nadav Guedj                     | „Golden Boy”                   | 9       | 97     |
| 4   | Estonia         | angielski           | Elina Born i Stig Rästa         | „Goodbye to Yesterday”         | 7       | 106    |
| 5   | Wielka Brytania | angielski           | Electro Velvet                  | „Still in Love with You”       | 24      | 5      |
| 6   | Armenia         | angielski           | Genealogy                       | „Face the Shadow”              | 16      | 34     |
| 7   | Litwa           | angielski           | Monika Linkytė i Vaidas Baumila | „This Time”                    | 18      | 30     |
| 8   | Serbia          | angielski           | Bojana Stamenov                 | „Beauty Never Lies”            | 10      | 53     |
| 9   | Norwegia        | angielski           | Mørland i Debrah Scarlett       | „A Monster Like Me”            | 8       | 102    |
| 10  | Szwecja         | angielski           | Måns Zelmerlöw                  | „Heroes”                       | 1       | 365    |
| 11  | Cypr            | angielski           | John Karayannis                 | „One Thing I Should Have Done” | 22      | 11     |
| 12  | Australia       | angielski           | Guy Sebastian                   | „Tonight Again”                | 5       | 196    |
| 13  | Belgia          | angielski           | Loïc Nottet                     | „Rhythm Inside”                | 4       | 217    |
| 14  | Austria         | angielski           | The Makemakes                   | „I Am Yours”                   | 26      | 0      |
| 15  | Grecja          | angielski           | Maria Elena Kiriaku             | „One Last Breath”              | 19      | 23     |
| 16  | Czarnogóra      | czarnogórski        | Knez                            | „Adio”                         | 13      | 44     |
| 17  | Niemcy          | angielski           | Ann Sophie                      | „Black Smoke”                  | 27      | 0      |
| 18  | Polska          | angielski           | Monika Kuszyńska                | „In the Name of Love”          | 23      | 10     |
| 19  | Łotwa           | angielski           | Aminata                         | „Love Injected”                | 6       | 186    |
| 20  | Rumunia         | rumuński, angielski | Voltaj                          | „De la capăt”                  | 15      | 35     |
| 21  | Hiszpania       | hiszpański          | Edurne                          | „Amanecer”                     | 21      | 15     |
| 22  | Węgry           | angielski           | Boggie                          | „Wars for Nothing”             | 20      | 19     |
| 23  | Gruzja          | angielski           | Nina Sublatti                   | „Warrior”                      | 11      | 51     |
| 24  | Azerbejdżan     | angielski           | Elnur Hüseynov                  | „Hour of the Wolf”             | 12      | 49     |
| 25  | Rosja           | angielski           | Polina Gagarina                 | „A Million Voices”             | 2       | 303    |
| 26  | Albania         | angielski           | Elhaida Dani                    | „I’m Alive”                    | 17      | 34     |
| 27  | Włochy          | włoski              | Il Volo                         | „Grande amore”                 | 3       | 292    |

| Wyniki jurorów i telewidzów | Wyniki jurorów i telewidzów | Wyniki jurorów i telewidzów | Wyniki jurorów i telewidzów | Wyniki jurorów i telewidzów |
| Miejsce                     | Telewidzowie                | Punkty                      | Jurorzy                     | Punkty                      |
| --------------------------- | --------------------------- | --------------------------- | --------------------------- | --------------------------- |
| 1                           | Włochy                      | 366                         | Szwecja                     | 353                         |
| 2                           | Rosja                       | 286                         | Łotwa                       | 249                         |
| 3                           | Szwecja                     | 279                         | Rosja                       | 234                         |
| 4                           | Belgia                      | 195                         | Australia                   | 224                         |
| 5                           | Estonia                     | 144                         | Belgia                      | 186                         |
| 6                           | Australia                   | 132                         | Włochy                      | 171                         |
| 7                           | Izrael                      | 104                         | Norwegia                    | 163                         |
| 8                           | Łotwa                       | 100                         | Izrael                      | 77                          |
| 9                           | Albania                     | 93                          | Cypr                        | 63                          |
| 10                          | Serbia                      | 86                          | Gruzja                      | 62                          |
| 11                          | Armenia                     | 75                          | Estonia                     | 53                          |
| 12                          | Rumunia                     | 69                          | Czarnogóra                  | 44                          |
| 13                          | Gruzja                      | 52                          | Austria                     | 40                          |
| 14                          | Azerbejdżan                 | 48                          | Azerbejdżan                 | 40                          |
| 15                          | Polska                      | 47                          | Słowenia                    | 36                          |
| 16                          | Litwa                       | 44                          | Litwa                       | 31                          |
| 17                          | Norwegia                    | 43                          | Węgry                       | 29                          |
| 18                          | Czarnogóra                  | 34                          | Grecja                      | 29                          |
| 19                          | Słowenia                    | 27                          | Francja                     | 24                          |
| 20                          | Hiszpania                   | 27                          | Niemcy                      | 24                          |
| 21                          | Grecja                      | 24                          | Rumunia                     | 21                          |
| 22                          | Węgry                       | 21                          | Armenia                     | 15                          |
| 23                          | Cypr                        | 8                           | Wielka Brytania             | 12                          |
| 24                          | Wielka Brytania             | 7                           | Serbia                      | 12                          |
| 25                          | Niemcy                      | 5                           | Hiszpania                   | 6                           |
| 26                          | Francja                     | 4                           | Albania                     | 4                           |
| 27                          | Austria                     | 0                           | Polska                      | 2                           |

### Tabela punktacyjna finału
| Głosowanie: Telewidzowie i jurorzy Tylko telewidzowie Tylko jurorzy | Głosowanie: Telewidzowie i jurorzy Tylko telewidzowie Tylko jurorzy | Kraje głosujące | Kraje głosujące | Kraje głosujące | Kraje głosujące | Kraje głosujące | Kraje głosujące | Kraje głosujące | Kraje głosujące | Kraje głosujące | Kraje głosujące | Kraje głosujące | Kraje głosujące | Kraje głosujące | Kraje głosujące | Kraje głosujące | Kraje głosujące | Kraje głosujące | Kraje głosujące | Kraje głosujące | Kraje głosujące | Kraje głosujące | Kraje głosujące | Kraje głosujące | Kraje głosujące | Kraje głosujące | Kraje głosujące | Kraje głosujące | Kraje głosujące | Kraje głosujące | Kraje głosujące | Kraje głosujące | Kraje głosujące | Kraje głosujące | Kraje głosujące | Kraje głosujące | Kraje głosujące | Kraje głosujące | Kraje głosujące | Kraje głosujące | Kraje głosujące | Kraje głosujące |
| Głosowanie: Telewidzowie i jurorzy Tylko telewidzowie Tylko jurorzy | Głosowanie: Telewidzowie i jurorzy Tylko telewidzowie Tylko jurorzy | Suma punktów    | Albania         | Armenia         | Australia       | Austria         | Azerbejdżan     | Białoruś        | Belgia          | Cypr            | Czechy          | Dania           | Estonia         | Macedonia       | Finlandia       | Francja         | Gruzja          | Niemcy          | Grecja          | Węgry           | Islandia        | Irlandia        | Izrael          | Włochy          | Łotwa           | Litwa           | Malta           | Mołdawia        | Czarnogóra      | Norwegia        | Polska          | Portugalia      | Rumunia         | Rosja           | San Marino      | Serbia          | Słowenia        | Hiszpania       | Szwecja         | Szwajcaria      | Holandia        | Wielka Brytania |
| ------------------------------------------------------------------- | ------------------------------------------------------------------- | --------------- | --------------- | --------------- | --------------- | --------------- | --------------- | --------------- | --------------- | --------------- | --------------- | --------------- | --------------- | --------------- | --------------- | --------------- | --------------- | --------------- | --------------- | --------------- | --------------- | --------------- | --------------- | --------------- | --------------- | --------------- | --------------- | --------------- | --------------- | --------------- | --------------- | --------------- | --------------- | --------------- | --------------- | --------------- | --------------- | --------------- | --------------- | --------------- | --------------- | --------------- |
| Uczestnicy konkursu                                                 | Słowenia                                                            | 39              | –               | –               | –               | –               | 3               | –               | –               | –               | –               | –               | –               | 8               | 1               | –               | –               | –               | –               | –               | 2               | –               | 6               | –               | 3               | 4               | –               | –               | 4               | 1               | 1               | –               | –               | –               | –               | 5               |                 | –               | 1               | –               | –               | –               |
| Uczestnicy konkursu                                                 | Francja                                                             | 4               | –               | 3               | –               | –               | –               | –               | –               | –               | –               | –               | –               | –               | –               |                 | –               | –               | –               | –               | –               | –               | –               | –               | –               | –               | –               | –               | –               | –               | –               | –               | –               | –               | 1               | –               | –               | –               | –               | –               | –               | –               |
| Uczestnicy konkursu                                                 | Izrael                                                              | 97              | 5               | –               | 2               | 2               | 7               | 2               | –               | 6               | –               | –               | –               | –               | 3               | –               | 1               | 5               | –               | –               | 5               | –               |                 | 8               | 1               | –               | 5               | –               | 3               | 4               | 4               | 7               | 1               | –               | 2               | 6               | –               | 1               | 4               | 3               | 5               | 5               |
| Uczestnicy konkursu                                                 | Estonia                                                             | 106             | 4               | –               | 3               | 6               | 4               | 7               | 2               | 2               | –               | 6               |                 | 2               | 10              | –               | 2               | 2               | –               | 7               | 1               | –               | 3               | 2               | 6               | 8               | 3               | –               | 1               | 3               | 2               | 1               | –               | 7               | –               | 2               | –               | 3               | 3               | –               | 4               | –               |
| Uczestnicy konkursu                                                 | Wielka Brytania                                                     | 5               | –               | –               | –               | –               | –               | –               | –               | –               | –               | –               | –               | –               | –               | –               | –               | –               | –               | –               | –               | 1               | –               | –               | –               | –               | 1               | –               | –               | –               | –               | –               | –               | –               | 3               | –               | –               | –               | –               | –               | –               |                 |
| Uczestnicy konkursu                                                 | Armenia                                                             | 34              | –               |                 | –               | –               | –               | 4               | 3               | –               | 2               | –               | –               | 3               | –               | 3               | 12              | –               | 1               | –               | –               | –               | –               | –               | –               | –               | –               | –               | –               | –               | –               | –               | –               | 6               | –               | –               | –               | –               | –               | –               | –               | –               |
| Uczestnicy konkursu                                                 | Litwa                                                               | 30              | –               | –               | –               | –               | –               | –               | –               | –               | –               | 1               | 2               | –               | –               | –               | 3               | –               | –               | –               | –               | 7               | –               | –               | 7               |                 | –               | –               | –               | 6               | –               | –               | –               | –               | –               | –               | –               | –               | –               | –               | –               | 4               |
| Uczestnicy konkursu                                                 | Serbia                                                              | 53              | 2               | –               | 5               | 3               | –               | –               | –               | –               | 3               | –               | –               | 10              | –               | –               | –               | –               | –               | –               | –               | –               | 2               | 3               | –               | –               | –               | –               | 12              | –               | –               | –               | –               | –               | –               |                 | 6               | –               | –               | 5               | 1               | 1               |
| Uczestnicy konkursu                                                 | Norwegia                                                            | 102             | –               | –               | 4               | 4               | –               | –               | –               | –               | –               | 3               | 4               | –               | 4               | –               | –               | 4               | –               | 4               | 10              | 4               | –               | 5               | 2               | 5               | 2               | –               | –               |                 | 3               | 6               | 6               | –               | 6               | –               | 4               | 2               | 7               | 10              | 3               | –               |
| Uczestnicy konkursu                                                 | Szwecja                                                             | 365             | 7               | 7               | 12              | 7               | 6               | 10              | 12              | 10              | 10              | 12              | 10              | 5               | 12              | 8               | 7               | 10              | 4               | 10              | 12              | 10              | 10              | 12              | 12              | 10              | 10              | 8               | 5               | 12              | 12              | 8               | 8               | 8               | 7               | 8               | 12              | 8               |                 | 12              | 10              | 12              |
| Uczestnicy konkursu                                                 | Cypr                                                                | 11              | –               | –               | –               | –               | –               | –               | –               |                 | –               | –               | –               | –               | –               | –               | –               | –               | 10              | –               | –               | –               | –               | –               | –               | –               | –               | –               | –               | –               | –               | –               | –               | –               | –               | –               | 1               | –               | –               | –               | –               | –               |
| Uczestnicy konkursu                                                 | Australia                                                           | 196             | 3               | 1               |                 | 12              | –               | 6               | 4               | 4               | –               | 8               | 5               | –               | 5               | 2               | –               | 7               | 5               | 8               | 8               | 5               | 7               | 6               | 5               | 3               | 6               | 4               | –               | 10              | 8               | –               | 2               | 4               | 8               | 3               | 2               | 7               | 12              | 8               | 8               | 10              |
| Uczestnicy konkursu                                                 | Belgia                                                              | 217             | 1               | 4               | 6               | 5               | –               | 8               |                 | 7               | 6               | 7               | 7               | 1               | 7               | 12              | 6               | 8               | 7               | 12              | 4               | 2               | 4               | 7               | 4               | 7               | –               | 6               | –               | 7               | 5               | 5               | 7               | 10              | 5               | 4               | 3               | 6               | 10              | 2               | 12              | 3               |
| Uczestnicy konkursu                                                 | Austria                                                             | 0               | –               | –               | –               |                 | –               | –               | –               | –               | –               | –               | –               | –               | –               | –               | –               | –               | –               | –               | –               | –               | –               | –               | –               | –               | –               | –               | –               | –               | –               | –               | –               | –               | –               | –               | –               | –               | –               | –               | –               | –               |
| Uczestnicy konkursu                                                 | Grecja                                                              | 23              | 10              | 5               | –               | –               | –               | –               | –               | 8               | –               | –               | –               | –               | –               | –               | –               | –               |                 | –               | –               | –               | –               | –               | –               | –               | –               | –               | –               | –               | –               | –               | –               | –               | –               | –               | –               | –               | –               | –               | –               | –               |
| Uczestnicy konkursu                                                 | Czarnogóra                                                          | 44              | 6               | 8               | –               | –               | 2               | –               | –               | –               | –               | –               | –               | 4               | –               | –               | –               | –               | –               | –               | –               | –               | –               | –               | –               | –               | –               | –               |                 | –               | –               | –               | –               | –               | –               | 12              | 10              | –               | 2               | –               | –               | –               |
| Uczestnicy konkursu                                                 | Niemcy                                                              | 0               | –               | –               | –               | –               | –               | –               | –               | –               | –               | –               | –               | –               | –               | –               | –               |                 | –               | –               | –               | –               | –               | –               | –               | –               | –               | –               | –               | –               | –               | –               | –               | –               | –               | –               | –               | –               | –               | –               | –               | –               |
| Uczestnicy konkursu                                                 | Polska                                                              | 10              | –               | –               | –               | –               | –               | –               | –               | –               | –               | –               | –               | –               | –               | 4               | –               | –               | –               | –               | –               | 3               | –               | 1               | –               | –               | –               | –               | –               | –               |                 | –               | –               | –               | –               | –               | –               | –               | –               | –               | –               | 2               |
| Uczestnicy konkursu                                                 | Łotwa                                                               | 186             | –               | 2               | 7               | 1               | 5               | 5               | 7               | 3               | 5               | 4               | 6               | –               | 6               | 7               | 4               | 6               | 3               | 5               | 7               | 12              | –               | 4               |                 | 12              | 4               | 2               | –               | 8               | 10              | 2               | 5               | 2               | 12              | 1               | 7               | 4               | 5               | 4               | 2               | 7               |
| Uczestnicy konkursu                                                 | Rumunia                                                             | 35              | –               | –               | –               | –               | –               | –               | 5               | 1               | –               | 2               | –               | –               | –               | –               | –               | –               | –               | 1               | –               | –               | 5               | –               | –               | –               | –               | 12              | –               | –               | –               | 4               |                 | –               | –               | –               | –               | 5               | –               | –               | –               | –               |
| Uczestnicy konkursu                                                 | Hiszpania                                                           | 15              | –               | –               | –               | –               | 1               | –               | –               | –               | –               | –               | –               | –               | –               | 5               | –               | –               | –               | –               | –               | –               | 1               | –               | –               | –               | –               | 1               | 2               | –               | –               | 3               | –               | 1               | –               | –               | –               |                 | –               | 1               | 1               | 1               |
| Uczestnicy konkursu                                                 | Węgry                                                               | 19              | –               | –               | –               | –               | –               | –               | –               | –               | 1               | –               | 8               | –               | –               | 1               | –               | 1               | –               |                 | –               | –               | –               | –               | –               | –               | –               | –               | –               | –               | –               | –               | 4               | –               | 4               | –               | –               | –               | –               | –               | –               | –               |
| Uczestnicy konkursu                                                 | Gruzja                                                              | 51              | –               | 10              | 1               | –               | 10              | 3               | 1               | –               | 4               | –               | 1               | –               | –               | –               |                 | –               | 2               | 3               | –               | –               | –               | –               | –               | 6               | –               | 5               | –               | –               | –               | –               | –               | 5               | –               | –               | –               | –               | –               | –               | –               | –               |
| Uczestnicy konkursu                                                 | Azerbejdżan                                                         | 49              | –               | –               | –               | –               |                 | –               | –               | –               | 12              | –               | –               | –               | –               | –               | 10              | –               | –               | –               | –               | –               | –               | –               | –               | 2               | 8               | 3               | 8               | –               | –               | –               | 3               | 3               | –               | –               | –               | –               | –               | –               | –               | –               |
| Uczestnicy konkursu                                                 | Rosja                                                               | 303             | 8               | 12              | 10              | 8               | 12              | 12              | 10              | 5               | 8               | 10              | 12              | 6               | 8               | 10              | 5               | 12              | 8               | 6               | 3               | 8               | 8               | 10              | 10              | –               | 7               | 10              | 7               | 2               | 6               | 10              | 10              |                 | –               | 10              | 5               | 10              | 6               | 7               | 6               | 6               |
| Uczestnicy konkursu                                                 | Albania                                                             | 34              |                 | –               | –               | –               | –               | –               | 6               | –               | –               | –               | –               | 12              | –               | –               | –               | –               | 6               | –               | –               | –               | –               | –               | –               | –               | –               | –               | 10              | –               | –               | –               | –               | –               | –               | –               | –               | –               | –               | –               | –               | –               |
| Uczestnicy konkursu                                                 | Włochy                                                              | 292             | 12              | 6               | 8               | 10              | 8               | 1               | 8               | 12              | 7               | 5               | 3               | 7               | 2               | 6               | 8               | 3               | 12              | 2               | 6               | 6               | 12              |                 | 8               | 1               | 12              | 7               | 6               | 5               | 7               | 12              | 12              | 12              | 10              | 7               | 8               | 12              | 8               | 6               | 7               | 8               |

## Pozostałe nagrody

### Nagrody im. Marcela Bezençona

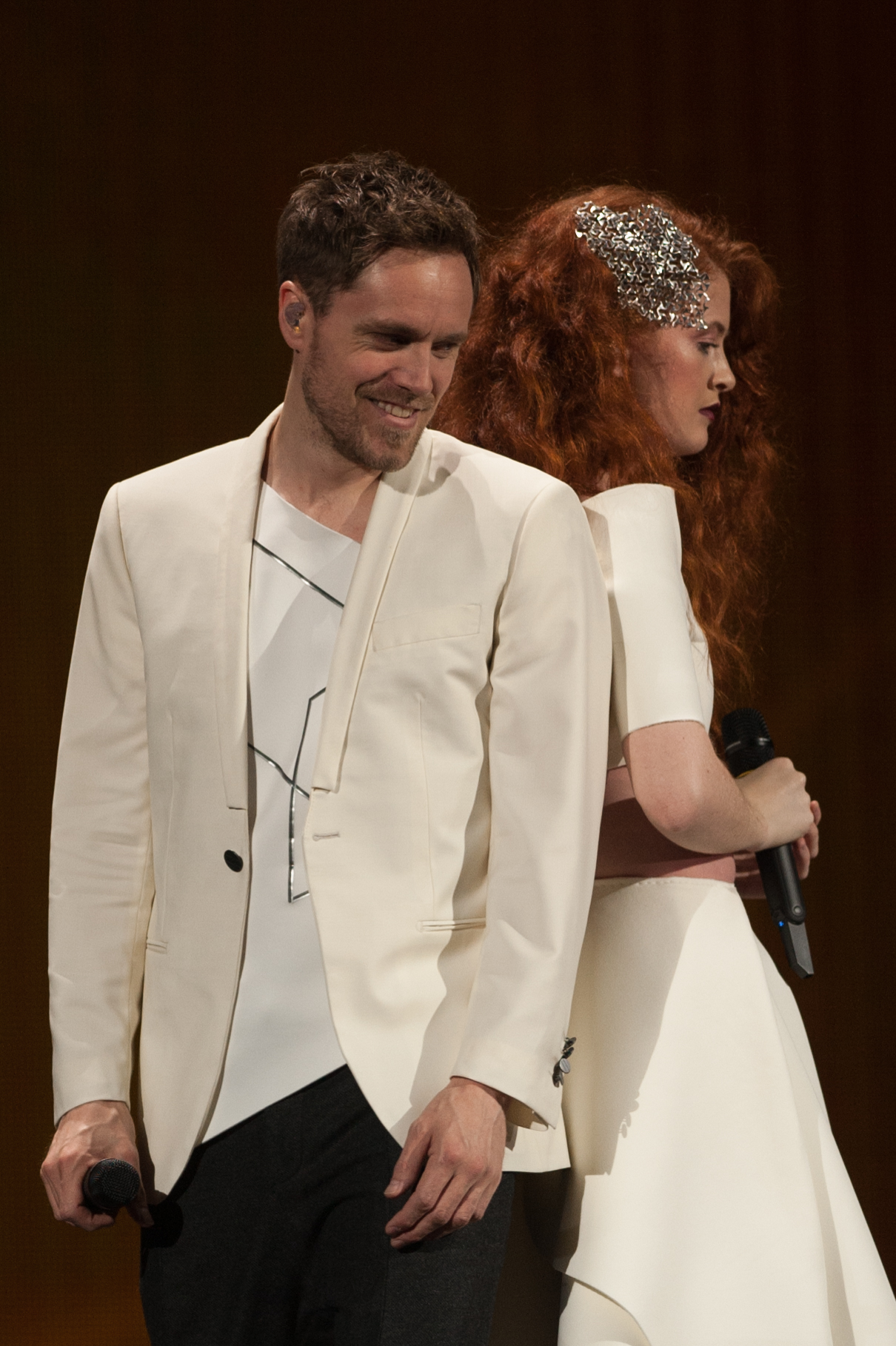
Kjetil Mørland i Debrah Scarlett z Norwegii, zwycięzcy Nagrody Kompozytorów im. Marcela Bezençona

W 2015 roku po raz kolejny postanowiono przyznać tzw. Nagrody im. Marcela Bezençona, czyli wyróżnienia przyznawane od 2002 roku dla najlepszych piosenek biorących udział w koncercie finałowym, sygnowane nazwiskiem twórcy konkursu – Marcela Bezençona. Pomysłodawcami statuetek zostali: szef szwedzkiej delegacji konkursowej Christer Björkman oraz członek zespołu Herreys – Richard Herrey.
Nagrody podzielone są na trzy kategorie:
- Nagroda Dziennikarzy (zwycięzcę wybierają akredytowani dziennikarze)
- Nagroda Artystyczna (zwycięzcę wybierają komentatorzy konkursu)
- Nagroda Kompozytorska (zwycięzcę wybierają kompozytorzy biorący udział w konkursie)

W 2015 roku nagrody w trzech kategoriach otrzymali:
| Kategoria            | Kraj     | Piosenka            | Wykonawca                        | Autor(zy)                                           |
| -------------------- | -------- | ------------------- | -------------------------------- | --------------------------------------------------- |
| Nagroda Dziennikarzy | Włochy   | „Grande amore”      | Il Volo                          | Ciro Esposito Francesco Boccia                      |
| Nagroda Artystyczna  | Szwecja  | „Heroes”            | Måns Zelmerlöw                   | Anton Malmberg Hård af Segerstad Joy Deb Linnea Deb |
| Nagroda Kompozytorów | Norwegia | „A Monster Like Me” | Kjetil Mørland i Debrah Scarlett | Kjetil Mørland                                      |

### Faworyt OGAE
Stowarzyszenie Miłośników Konkursu Piosenki Eurowizji (OGAE) to pozarządowa, pozapolityczna organizacja non profit zrzeszająca 37 krajowych fanklubów Konkursu Piosenki Eurowizji, założona przez Jari-Pekka Koikkalainena w 1984 roku w fińskim Savonlinna. Pozostałe państwa na świecie są zjednoczone w oddział OGAE Reszta Świata, które powstało w 2004 roku.
Od 2007 roku corocznie, przed każdym Konkursem Piosenki Eurowizji, większość oddziałów przeprowadza głosowanie, w którym głosuje na wszystkie piosenki zgłoszone do danego konkursu (z wyłączeniem propozycji krajowej), przy użyciu tzw. systemu eurowizyjnego (tj. 1-8, 10 i 12 punktów dla 10 ulubionych utworów).
W 2015 roku pięcioma głównymi faworytami klubów do zwycięstwa zostali:

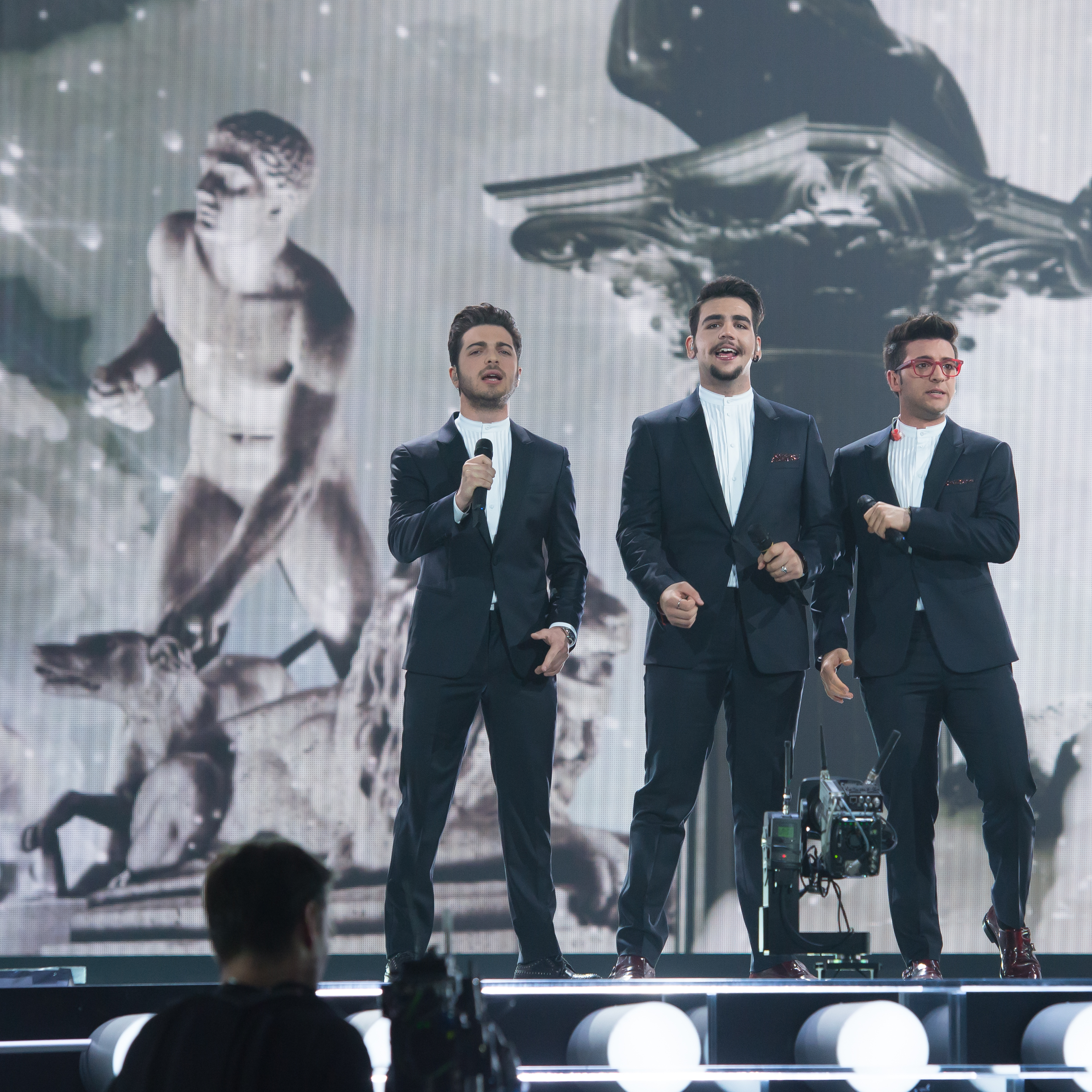
Zespół Il Volo – faworyt OGAE do zwycięstwa 60. Konkursu Piosenki Eurowizji w 2015 roku

| Lp. | Kraj     | Piosenka               | Artysta                   | Autor(zy)                                           | Punkty OGAE |
| --- | -------- | ---------------------- | ------------------------- | --------------------------------------------------- | ----------- |
| 1   | Włochy   | „Grande amore”         | Il Volo                   | Ciro Esposito Francesco Boccia                      | 367         |
| 2   | Szwecja  | „Heroes”               | Måns Zelmerlöw            | Anton Malmberg Hård af Segerstad Joy Deb Linnea Deb | 338         |
| 3   | Estonia  | „Goodbye to Yesterday” | Elina Born i Stig Rästa   | Stig Rästa                                          | 274         |
| 4   | Norwegia | „A Monster Like Me”    | Mørland i Debrah Scarlett | Kjetil Mørland                                      | 243         |
| 5   | Słowenia | „Here for You”         | Maraaya                   | Charlie Mason Marjetka Vovk Aleš „Raay” Vovk        | 228         |

### Nagroda im. Barbary Dex
W 2015 roku po raz kolejny przyznana została Nagroda im. Barbary Dex, nieoficjalny tytuł przyznawany corocznie przez fanów konkursu za pośrednictwem holenderskiej strony House of Eurovision (eurovisionhouse.nl) najgorzej ubranemu artyście w Konkursie Piosenki Eurowizji w danym roku.
W 2015 roku w głosowaniu na najgorzej ubranego artystę 60. Konkursu Piosenki Eurowizji wzięła udział rekordowa liczba 4 163 internautów, z czego 1 324 oddało swój głos na reprezentantkę Holandii, Trijntje Oosterhuis, która wystąpiła w czarnym kombinezonie, a na twarzy miała czarną woalkę. Podczas pierwszych prób do konkursu artystka ubrana była natomiast w czarną suknię z głęboko wyciętym dekoltem, który (podobnie jak kombinezon) wzbudził poruszenie wśród internautów. Drugie miejsce w głosowaniu zajęła kreacja przedstawicielki Serbii, Bojany Stamenov, a trzecie – stroje duetu Electro Velvet reprezentującego Wielką Brytanię.

## Oglądalność
60. Konkurs Piosenki Eurowizji transmitowany był w 45 krajach przez nadawcę telewizyjnego oraz w 20 krajach przez nadawcę radiowego. Wszystkie trzy koncerty konkursowe obejrzało łącznie ponad 197 milionów telewidzów na całym świecie. Finał widowiska obejrzało m.in. 1,7 miliona ludzi w Austrii (co dało stacji 59,9% udziałów na rynku), 95,5% w Islandii, 85,6% w Szwecji, 5,7 mln w Australii, 6,1 mln w Polsce.

## Międzynarodowi nadawcy oraz głosowanie

### Sekretarze
Poniżej przedstawione zostały nazwiska wszystkich sekretarzy, którzy ogłaszali wyniki głosowania w poszczególnych krajach. Państwa zostały uporządkowane w kolejności przyznawania punktów:

1. Czarnogóra – Andrea Demirović
(reprezentantka Czarnogóry w konkursie w 2009 roku)
2. Malta – Julia Zahra
(reprezentantka Malty w konkursie w 2004 roku)
3. Finlandia – Krista Siegfrids
(reprezentantka Finlandii w konkursie w 2013 roku)
4. Grecja – Elena Paparizou
(zwyciężczyni konkursu w 2005 roku)
5. Portugalia – Suzy
(reprezentantka Portugalii w konkursie w 2014 roku)
6. Rumunia – Sonia Argint Ionescu
7. Białoruś – Teo
(reprezentant Białorusi w konkursie w 2014 roku)
8. Albania – Andri Xhahu
9. Mołdawia – Olivia Furtuna
10. Azerbejdżan – Tural Asadou
11. Łotwa – Markus Riva
12. Serbia – Maia Nikolić
13. Estonia – Tatjana „Tanja” Mihhailova
(reprezentantka Estonii w konkursie w 2014 roku)
14. Dania – Basim
(reprezentant Danii w konkursie w 2014 roku)
15. Szwajcaria – Laetitia Guarino
16. Belgia – Walid
17. Francja – Virginie Guillaume
18. Armenia – Lilit Muradyan
19. Irlandia – Nicky Byrne
20. Szwecja – Mariette Hansson
21. Niemcy – Barbara Schöneberger
22. Australia – Lee Lin Chin
23. Czechy – Daniela Písařovicová
24. Hiszpania – Lara Siscar
25. Austria – Kati Bellowitsch
26. Macedonia – Marko Mark
27. Słowenia – Tinkara Kovač
(reprezentantka Słowenii w konkursie w 2014 roku)
28. Węgry – Csilla Tatár
29. Wielka Brytania – Nigella Lawson
30. Gruzja – Natia Bunturi
31. Litwa – Ugnė Galadauskaitė
32. Holandia – Edsilia Rombley
33. Polska – Aleksandra Ciupa
(reprezentantka Polski w konkursie w 2014 roku jako jedna z modelek występujących na scenie)
34. Izrael – Ofer Nachshon
35. Rosja – Dmitrij Szepielew
36. San Marino – Valentina Monetta
(reprezentantka San Marino w konkursie w 2012, 2013 i 2014 roku)
37. Włochy – Federico Russo
38. Islandia – Sigridur Halldórsdóttir
39. Cypr – Lukas Hamatsos
40. Norwegia – Margrethe Røed

### Nadawcy publiczni i komentatorzy
Poniżej przedstawione zostały nazwiska wszystkich komentatorów poszczególnych nadawców publicznych transmitujących widowisko:

#### Kraje uczestniczące
- Albania – Andri Xhahu (RTSH, wszystkie koncerty)
- Armenia – Aram Mp3 i Erik Antaranian (AMPTV, pierwszy półfinał); Vahe Khanamirjan i Hermine Stepanian (AMPTV, drugi półfinał); Awet Barseghjan i Arevik Udumian (AMPTV, finał)
- Australia – Julia Zemiro i Sam Pang (SBS One, wszystkie koncerty)[306]
- Austria – Andi Knoll (ORF eins, wszystkie koncerty)
- Azerbejdżan – Kamran Guliyev (İTV i İTV Radio, wszystkie koncerty)[307]
- Białoruś – Evgeny Perlin (Biełaruś-1 i Biełaruś-24, wszystkie koncerty)[308]
- Belgia – Niderlandzki: Peter Van de Veire i Eva Daeleman (één i Radio 2, wszystkie koncerty)[309]; Francuski: Jean-Louis Lahaye i Maureen Louys (La Une, wszystkie koncerty)[310]; Olivier Gilain (VivaCité, finał)[311]
- Cypr – Melina Karageorgiou (RIK 1, RIK SAT, RIK HD i Trito Programma, wszystkie koncerty)[312]
- Czarnogóra – Dražen Bauković i Tamara Ivanković (TVCG 2, wszystkie koncerty)[313]
- Czechy – Aleš Háma (ČT art, półfinały; ČT1, finał)[314]
- Dania – Ole Tøpholm (DR1, wszystkie koncerty)[315]; Dla niesłyszących (DR Ramasjang, wszystkie koncerty)[316]
- Estonia – Marko Reikop (ETV, wszystkie koncerty); Mart Juur i Andrus Kivirähk (Raadio 2, pierwszy półfinał i finał)[317]
- Finlandia – Fiński: Aino Töllinen i Cristal Snow (Yle TV2 i Yle Radio Suomi, wszystkie koncerty), Szwedzki: Eva Frantz i Johan Lindroos (Yle TV2 i Yle Radio Vega, wszystkie koncerty)[318]
- Francja – Mareva Galanter i Jérémy Parayre (France Ô, pierwszy półfinał)[319]; Stéphane Bern i Marianne James (France 2, finał)[320]
- Gruzja – Lado Tatiszwili i Tamuna Museridze (1TV, wszystkie koncerty)[321][322]
- Niemcy – Peter Urban (Einsfestival i Phoenix, półfinały; Das Erste, finał); Dla niesłyszących (EinsPlus, wszystkie koncerty)[323][324]
- Grecja – Maria Kozakou i Giorgos Kapoutzidis (NERIT1, NERIT HD i NERIT2, wszystkie koncerty)[325]
- Holandia – Cornald Maas i Jan Smit (NPO 1, BVN i NPO Radio 2, wszystkie koncerty)[326][327]
- Islandia – Felix Bergsson (RÚV i Rás 2, wszystkie koncerty)[328]
- Irlandia – Marty Whelan (RTÉ2, półfinały; RTÉ One, finał); Shay Byrne i Zbigniew Żaliński (RTÉ Radio 1, drugi półfinał i finał)[329][330]
- Izrael – hebr./arab. napisy (Channel 1 i Channel 33, wszystkie koncerty); Kobi Menora (88 FM, wszystkie koncerty); Yuval Caspin (88 FM, pierwszy półfinał); Tal Argaman (88 FM, drugi półfinał)[331][332][333]
- Włochy – Marco Ardemagni i Filippo Solibello (Rai 4, pierwszy półfinał (powtórka) i drugi półfinał (na żywo); Rai Radio 2, wszystkie koncerty); Federico Russo i Valentina Correani (Rai 2, finał)[334]
- Łotwa – Valters Frīdenbergs (LTV1, wszystkie koncerty); Toms Grēviņš (LTV1, final)[335]
- Litwa – Darius Užkuraitis (LRT i LRT Radijas, wszystkie koncerty)
- Macedonia – Macedoński: Karolina Petkovska (MRT 1, MRT Sat i Radio Skopje, wszystkie koncerty); Albański: TBC (MRT 2 i MRT 2 Sat, wszystkie koncerty)[336]
- Malta – (TVM, wszystkie koncerty)
- Mołdawia – Daniela Babici (Moldova 1, Radio Moldova Actualități, Radio Moldova Muzical i Radio Moldova Tineret, wszystkie koncerty)[337]
- Norwegia – Olav Viksmo Slettan (NRK1, wszystkie koncerty)[338]; Ronny Brede Aase, Silje Reiten Nordnes i Markus Ekrem Neby (NRK3, finał)[339]; Per Sundnes (NRK P1, finał)[340]; Dla niesłyszących (NRK1 Tegnspråk, wszystkie koncerty)
- Polska – Artur Orzech (TVP1 i TVP Polonia (na żywo), TVP Rozrywka i TVP HD (powtórka), wszystkie koncerty)[341][342]
- Portugalia – Hélder Reis i Ramon Galarza (RTP1, RTP Internacional i RTP África, pierwszy półfinał (delayed), drugi półfinał i finał (na żywo))[343]
- Rumunia – Bogdan Stănescu (TVR1, TVRi i TVR HD, wszystkie koncerty)[344]
- Rosja – Jana Czurikowa i Jurij Aksiuta (Pierwyj kanał, wszystkie koncerty)[345]
- San Marino – Lia Fiorio i Gigi Restivo (SMtv San Marino i Radio San Marino, wszystkie koncerty)[346]
- Serbia – Duška Vučinić (RTS 1, RTS HD i RTS SAT, pierwszy półfinał i finał); Silvana Grujić (RTS 2 i RTS SAT, drugi półfinał)
- Słowenia – Andrej Hofer (RTV SLO2, półfinały; RTV SLO1, finał; Radio Val 202 i Radio Maribor, drugi półfinał i finał)[347]
- Hiszpania – José María Íñigo i Julia Varela (La 2, półfinały; La 1, finał)[348][349]
- Szwajcaria – Niemiecki: Sven Epiney (SRF zwei, półfinały; SRF 1, finał); Peter Schneider i Gabriel Vetter (SRF 1 i Radio SRF 3, finał); Francuski: Jean-Marc Richard i Nicolas Tanner (RTS.ch (online), pierwszy półfinał; RTS Deux, drugi półfinał; RTS Un, finał); Włoski: Clarissa Tami i Paolo Meneguzzi (RSI La 2, drugi półfinał; RSI La 1, finał)[350][351][352]
- Węgry – Gábor Gundel Takács (Duna, wszystkie koncerty)[353][354]
- Szwecja – Sanna Nielsen i Edward af Sillén (SVT1, wszystkie koncerty)[355]; Carolina Norén i Ronnie Ritterland (SR P4, wszystkie koncerty)[356]
- Wielka Brytania – Scott Mills i Mel Giedroyc (BBC Three, półfinały)[357]; Ana Matronic (BBC Radio 2 Eurovision, pierwszy półfinał (powtórka po dwóch dniach), drugi półfinał (na żywo))[358]; Graham Norton (BBC One, finał); Ken Bruce (BBC Radio 2, finał)[359]

#### Kraje nieuczestniczące
- Bułgaria  – (BNT 1 i BNT HD, finał)[360]
- Chiny  – Kubert Leung i Wu Zhoutong (Hunan TV, wszystkie koncerty)[361]
- Kanada  – Tommy D. i Adam Rollins (OUTtv, wszystkie koncerty)[362]
- Nowa Zelandia  – Brak komentarza (BBC UKTV, wszystkie koncerty)[363]
- Ukraina  – Timur Mirosznyczenko i Tetiana Tereczowa (Perszyj kanał, wszystkie koncerty)[364]

## Kraje niebiorące udziału
- Andora – krajowy nadawca publiczny Ràdio i Televisió d’Andorra (RTVA) ogłosił, że Andora nie powróci do konkursu w 2015 roku[365][366].
- Bośnia i Hercegowina – 17 listopada bośniacki nadawca publiczny Bosanskohercegovačka radiotelevizija (BHRT) powiadomił, że nie weźmie udziału w konkursie w 2015 roku z powodu problemów finansowych[367][368][369].
- Bułgaria – krajowy nadawca BNT wyraził w sierpniu chęć uczestnictwa w 60. Konkursie Piosenki Eurowizji[113], w październiku ostatecznie potwierdził brak uczestnictwa w widowisku z powodu problemów finansowych[370][371]
- Liban – krajowy nadawca publiczny Télé Liban ogłosił we wrześniu, że nie powróci do stawki konkursowej imprezy w 2015 roku[372]
- Liechtenstein – krajowy nadawca publiczny 1FLTV nie może wysłać swojego reprezentanta na konkurs z powodu braku członkostwa w EBU, do której nie przystąpi z powodu braku funduszy[373]
- Luksemburg – krajowy nadawca publiczny RTL Télé Lëtzebuerg ogłosił, że Luksemburg nie powróci do stawki konkursowej w 2015 roku[374]
- Maroko – prywatna marokańska telewizja 2M jest zainteresowana ponownym aktywnym członkostwem w Europejskiej Unii Nadawców, dzięki któremu będzie mogła wziąć udział w kolejnym konkursie[375]. Ostatecznie jednak Maroko zrezygnowało z udziału w 2015 roku[376].
- Monako – krajowy nadawca publiczny TMC ogłosił, że Monako nie powróci do konkursu w 2015 roku[377]
- Słowacja – przedstawiciel słowackiej telewizji zapowiedział, że Słowacja nie powróci do stawki konkursowej podczas Konkursu Piosenki Eurowizji w 2015 roku[378][379][380].
- Szkocja – krajowy nadawca Scottish Broadcasting Service (SBS) od kilku lat jest zainteresowany udziałem Szkocji w Konkursie Piosenki Eurowizji, jednak w Wielkiej Brytanii jedyne prawa do startowania w imprezie ma brytyjska stacja BBC. 18 września 2014 roku w Szkocji odbyło się referendum niepodległościowe, którego wyniki mówią o pozostaniu Szkocji w Wielkiej Brytanii, w związku z tym, szanse na udział Szkocji w konkursie są nikłe.
- Turcja – 14 maja przewodniczący Komisji Spraw Zagranicznych w tureckim parlamencie, Volkan Bozkır, zapowiedział, że Turcja już nie wystąpi w Konkursie Piosenki Eurowizji. Powodem wycofania się kraju jest zwycięstwo drag queen (Conchity Wurst) podczas konkursu w 2014 roku[381].
- Ukraina – we wrześniu krajowy nadawca NTU poinformował, że kraj nie weźmie udziału w 60. Konkursie Piosenki Eurowizji z powodu problemów finansowych stacji[382]. Telewizja dodała, że liczy na powrót do konkursu w 2016 roku[383]. W oficjalnym oświadczeniu nadawca dodał, że jego decyzja podyktowana była także konfliktem ukraińsko-rosyjskim oraz skierowaniu głównych środków publicznych na armię, służbę zdrowia oraz walkę z prorosyjskimi separatystami[384][385].